# Münchner Stadtbefestigung

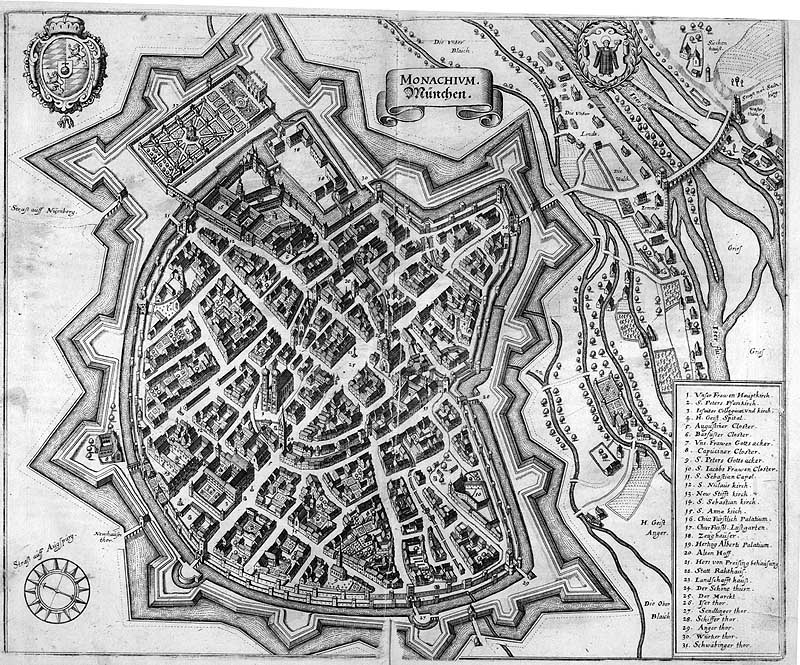
München im Jahre 1642, Stich von Matthäus Merian. Deutlich zu sehen sind der Festungsring und der Doppelring aus zweiter Stadtmauer und Zwingermauer und seinen Toren und Türmen. Der Verlauf der ersten Stadtmauer ist an dem halbelliptischen Straßenverlauf in der Stadtmitte und den fünf Tortürmen zu erkennen.

Die  Münchner Stadtbefestigung war ein System aus mehreren Stadtmauern, Gräben und Bastionen, mit denen die Stadt München im Laufe ihrer Geschichte umgeben wurde. Bereits im 12. Jahrhundert wurde eine Ringmauer mit vorgelagertem Wassergraben um die noch junge Siedlung gelegt.
Als dieser Ring zu eng wurde, folgten zunächst im frühen 13. Jahrhundert eine erste Erweiterung der Stadt zur Isar hin ins Tal, die vermutlich nur mit einer Graben-Wall-Anlage befestigt war, und dann im späten 13. bis ins 14. Jahrhundert eine zweite Erweiterung in alle Richtungen und der Bau einer zweiten Ringmauer mit Wassergraben. Diese Mauer wurde Anfang des 15. Jahrhunderts durch eine Zwingermauer verstärkt. Um diesen Doppelmauerring herum wurde im 17. Jahrhundert eine Wallbefestigung errichtet.
Ende des 18. Jahrhunderts wurde die Festungseigenschaft Münchens aufgehoben und mit der Abtragung der Befestigungsanlagen begonnen, im 19. Jahrhundert wurde dann auch die Stadtmauer mit ihren Toren und Türmen weitgehend abgerissen. Heute sind von der Stadtbefestigung nur noch wenige Reste erhalten, darunter drei der ursprünglich vier Haupttore der zweiten Stadtmauer.

## Geschichte

### Erste Stadtmauer
Schon bald nach der Gründung der Stadt München durch Heinrich den Löwen wurde die Stadt befestigt, vermutlich zuerst nur durch einen Erdwall mit vorgelagertem Graben. Gegen Ende des 12. Jahrhunderts wurde diese Befestigung durch eine Stadtmauer ersetzt, vor der ein wassergefüllter Graben angelegt war. Ob diese Mauer bereits unter Heinrich dem Löwen oder erst unter seinen Wittelsbacher Nachfolgern begonnen wurde, ist ungeklärt. So deuten einige Historiker einen 1175 erwähnten Ortolf „qui praeest muro“ (der der Mauer vorsteht) als Vorsteher des Baus der Stadtmauer, andere beziehen die Mauer auf die Burgmauer des Alten Hofs, der ersten Pfalz der bayerischen Herzöge in München.
Die erste Stadtmauer hatte eine Länge von etwa 1400 m, die von ihr umschlossene Fläche betrug etwa 17 ha. Der Verlauf der Mauer ist im heutigen Straßenbild noch ungefähr an dem Verlauf folgender Straßen zu erkennen: Sparkassenstraße, Viktualienmarkt, Rosental, Färbergraben, Augustinerstraße, Schäfflerstraße, Marienhof, Hofgraben, Pfisterstraße (bis zur Sparkassenstraße). Der unregelmäßige Verlauf der Stadtmauer ergab sich daraus, dass die ursprüngliche Stadt am Rand einer Terrasse gelegen war, die wegen der Stadtgründung auf dieser Terrasse später als Altstadtterrasse bezeichnet wurde und auf deren Ostseite das Terrain um einige Meter zur Hirschauterrasse hin abfiel. Deshalb verlief die Stadtmauer dort in gerader Linie entlang der Hangkante, während sie auf der Altstadtterrasse selber einem Bogen folgte.
Die Mauer besaß eine Stärke von etwa 1,70 bis 2,00 m und war vermutlich etwa 5–6 m hoch. Sie war als zweischalige Ziegelmauer ausgeführt, die mit Kies gefüllt und mit Mörtel ausgegossen war. Statt auf einem tief gegründeten Fundament stand die Mauer fast immer auf einer flachen Kies-Mörtel-Unterlage.

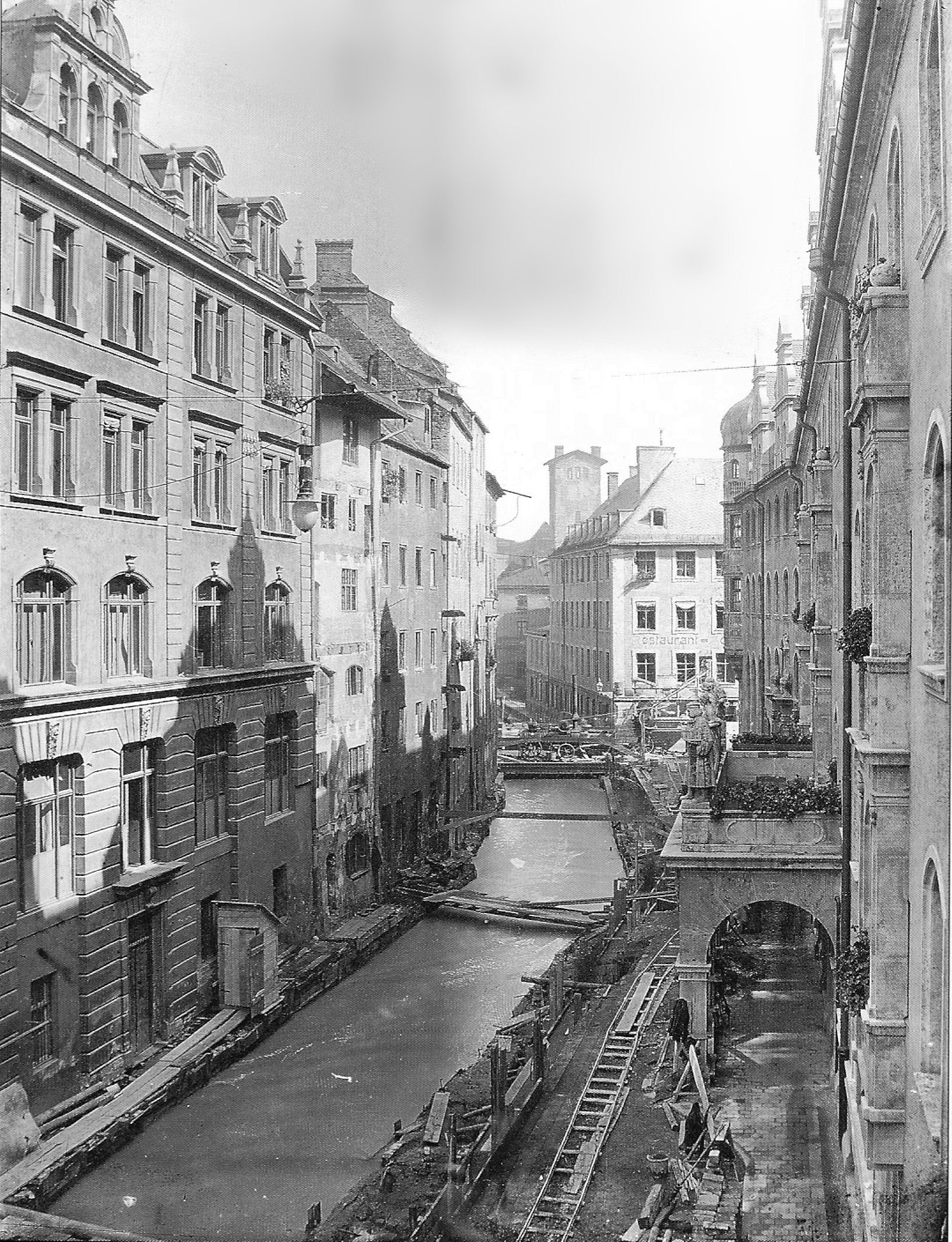
Pfisterbach 1907 an der Stelle der heutigen Sparkassenstraße

Der Wassergraben verlief in einem Abstand von etwa 10 bis 15 m vor der Stadtmauer und wurde durch den Großen Angerbach gespeist, der etwa entlang dem heutigen Oberanger floss und an der Stadtmauer nach Osten ins Rosental abbog. Ecke Rosental/Viktualienmarkt vereinigte er sich mit dem Roßschwemmbach zum Pfisterbach und floss im Stadtgraben entlang der Hangkante nach Norden. Da der andere Teil der Stadtmauer oben auf der Altstadtterrasse verlief, musste ein 5 m tiefer Graben gegraben werden, um mindestens 2 m Wassertiefe und das nötige Gefälle zu haben, einen Teil des Großen Angerbachs nach Westen abzuzweigen und um die Stadtmauer herumzuleiten. Am nördlichen Ende der heutigen Sparkassenstraße mündete dieser zunächst Färbergrabenbach und dann Hofgrabenbach genannte Bach wieder in den Pfisterbach.
Die erste Stadtmauer hatte fünf Tore:
- das Hintere Schwabinger Tor (Wilbrechts-/Scheffler-/Tömlinger-/Nudelturm) im Nordwesten (am Ende der Weinstraße)
- das Vordere Schwabinger Tor (Krümleins-/Muggenthaler-/La-Rossee-/Polizeiturm) im Nordosten (am Ende der Dienerstraße)
- das Talburgtor (Unteres Tor, Talbrucktor, Rathausturm) im Osten (neben dem Alten Rathaus)
- das Innere Sendlinger Tor (Pütrich-/Blauenten-/Ruffiniturm) im Süden (am Ende der Rosenstraße)
- das Kaufingertor (Oberes Tor, Chufringer Tor, Schöner Turm) im Westen (am Ende der Kaufingerstraße)

Gelegentlich wird auch die Bezeichnung Inneres Schwabinger Tor verwendet, die jedoch nicht eindeutig ist und manchmal auf das Hintere Schwabinger Tor und manchmal auf das Vordere Schwabinger Tor bezogen wird.

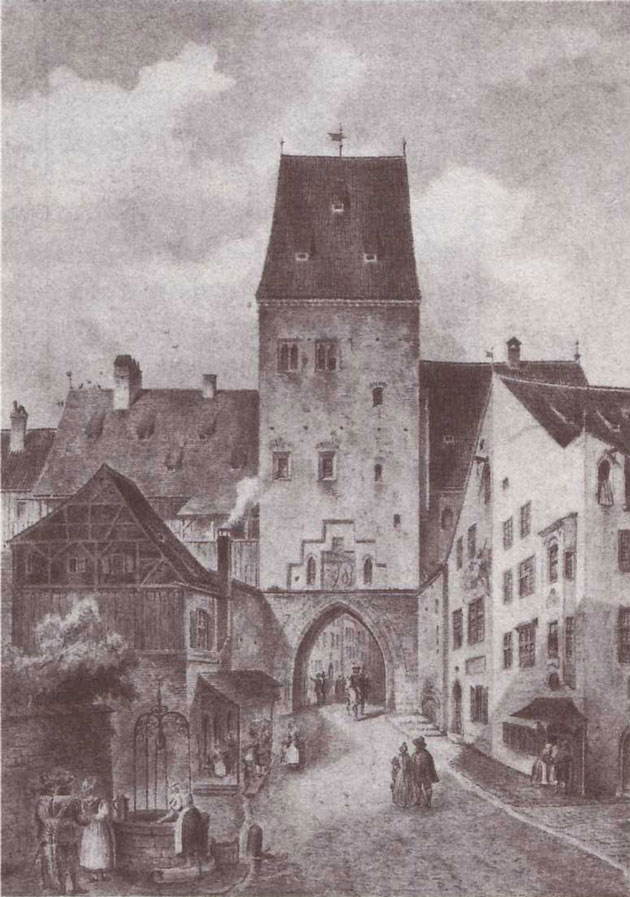
Hinteres Schwabinger Tor
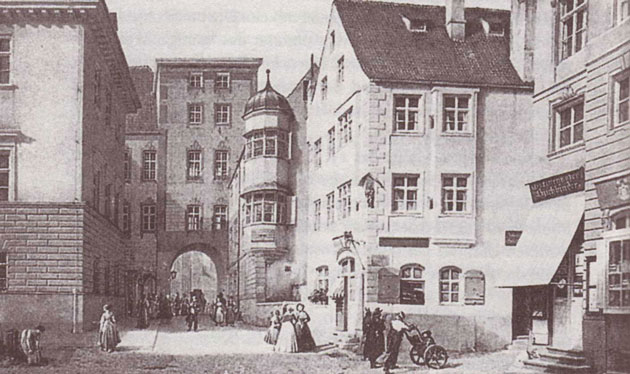
Vorderes Schwabinger Tor
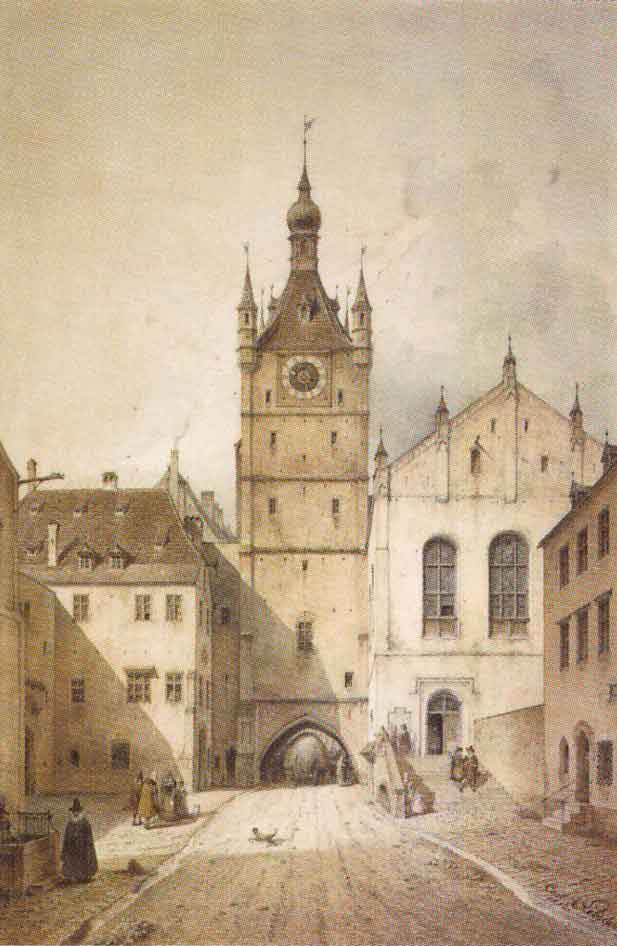
Talburgtor
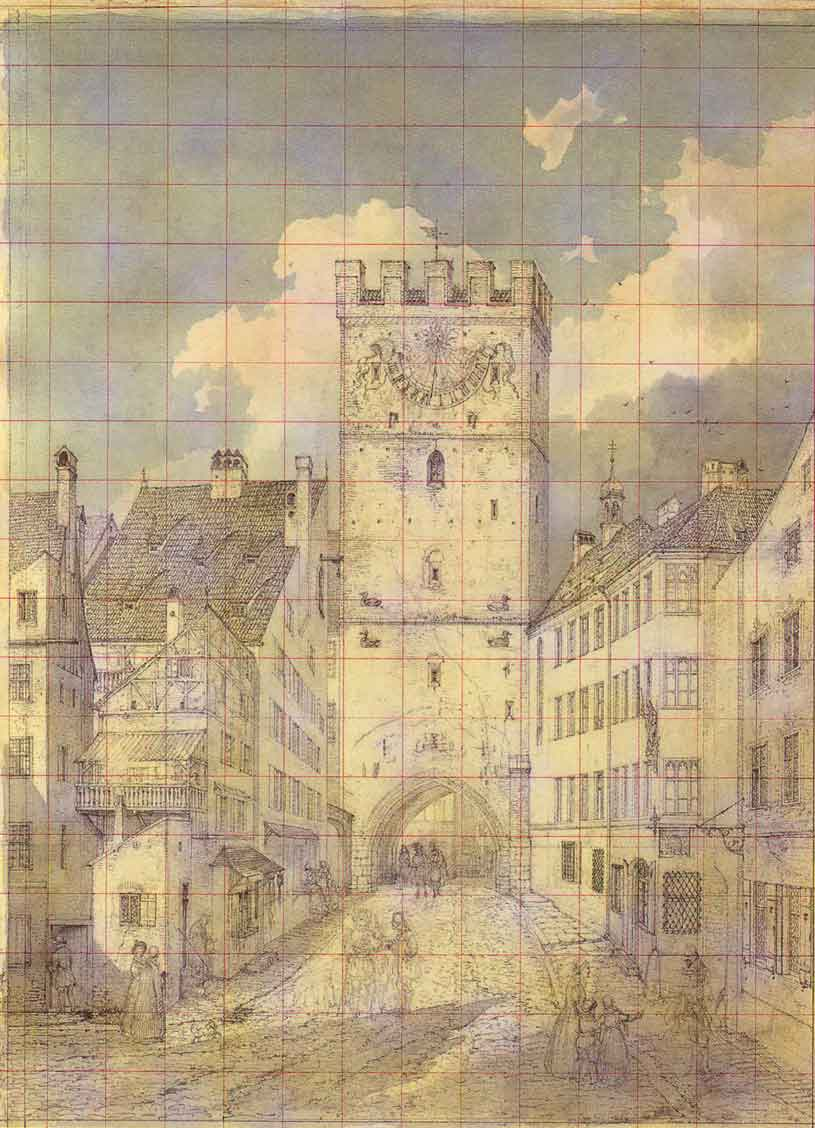
Inneres Sendlinger Tor
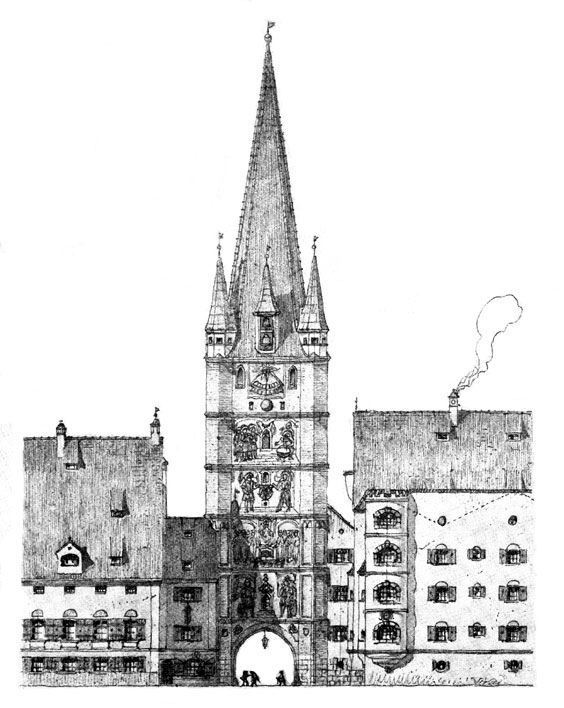
Kaufinger Tor

Aufgebaut waren diese Tore als mehrgeschossige Türme mit einer Tordurchfahrt. Die Grundfläche betrug etwa 5 × 5 m, das Mauerwerk war wie bei der Stadtmauer eine zweischalige Ziegelmauer mit Kies-Mörtel-Füllung.
Ob die erste Stadtmauer neben diesen Tortürmen weitere Türme zur Beobachtung und Verteidigung aufwies, ist nicht bekannt. Entgegen früheren Vermutungen war der heute noch stehende Löwenturm kein Wehrturm dieser Stadtmauer, sondern direkt über dem Stadtgraben erbaut und diente vermutlich zur Regelung der Wasserstände des Stadtgrabens durch Stauwehre.

### Stadterweiterung ins Tal
Der Raum innerhalb der ersten Stadtmauer wurde schon bald zu eng. So erfolgte bereits Anfang des 13. Jahrhunderts unter Herzog Ludwig I. eine erste Erweiterung des Stadtgebiets ins Tal hinein bis zum Kaltenbach, der später Katzenbach genannt wurde und etwa entlang der Linie Hochbrückenstraße-Radlsteg verlief. Teil dieser Stadterweiterung war das 1208 östlich der Peterskirche außerhalb der Stadtmauer errichtete Heilig-Geist-Spital.
Durch die Erweiterung wurde das Stadtgebiet auf etwa 26 ha vergrößert. Das Gebiet vor der ersten Stadtmauer war jedoch vermutlich nicht von einer festen Mauer umgeben, sondern von einer Wall-Grabenanlage. Das Kaltenbachtor bei der späteren Hochbrücke, wo die Salzstraße den Kaltenbach überquerte, bot als Vorwerk des Talburgtors Zugang zu dem umgrenzten Bereich. Maut und Zoll wurden nach wie vor erst am Talburgtor erhoben. Vermutlich waren auch der Rosenturm am Übergang zwischen Rosental und Viktualienmarkt und das Graggenauer Tor, das spätere Wurzer- oder Kosttor, bereits Stadttore dieser ersten Stadterweiterung.

### Zweite Stadtmauer

Stadtplan Münchens von Tobias Volckmer, 1613

Nachdem Ludwig der Strenge nach der ersten bayerischen Landesteilung im Jahr 1255 als Herzog von Oberbayern seine Residenz nach München verlegt hatte, nahm die Bevölkerung schnell weiter zu. Ludwig begann daher mit einer erneuten Erweiterung der Stadt, diesmal in alle Richtungen. Zum Schutz der neuen Gebiete wurde 1285 mit dem Bau eines zweiten Mauerrings begonnen, der aber erst unter Ludwig IV. mit der Fertigstellung des Isartors 1337 und damit auch der Einbeziehung der Talvorstadt (ehemals Gries = Kiesbank genannt) in das befestigte Stadtgebiet vollendet wurde. 1478–1499 wurde das von der Stadtmauer umschlossene Gebiet um das Gelände zwischen Marstallplatz und Marstallstraße erweitert.
Die zweite Stadtmauer hatte eine Länge von etwa 4000 m, das von ihr umschlossene Gebiet hatte eine Fläche von etwa 91 ha, also mehr als das Fünffache des ursprünglichen Stadtgebiets. Auf der Altstadtterrasse verlief die Mauer bogenförmig etwa 400 m von der ersten Stadtmauer entfernt, auf der Hirschauterrasse sprang sie wie eine Nase nach Osten zur Isar hin vor. Vom Schwabinger Tor, dem nördlichen Stadttor aus verlief die Mauer ungefähr entlang den heutigen Straßen Hofgartenstraße, Marstallplatz, Falkenturmstraße (ab Ende des 15. Jahrhunderts Hofgartenstraße, Marstallstraße), Am Kosttor, Neuturmstraße, Marienstraße, Lueg ins Land, Isartor, Westenriederstraße, Viktualienmarkt, Blumenstraße, An der Hauptfeuerwache, Herzog-Wilhelm-Straße, Herzog-Max-Straße, Maxburg, Nordteil der Rochusstraße, Rochusberg, Jungfernturmstraße und dann direkt nördlich an der Theatinerkirche vorbei zurück zum Schwabinger Tor.
Am Marstallplatz und in der Blumenstraße lag die zweite Mauer in der Verlängerung der geraden Strecke der ersten Mauer. Am Marstallplatz verlief sie dabei wie die erste Mauer entlang der Hangkante, an der Blumenstraße wich die Hangkante jedoch nach Westen aus, so dass dort auch ein Gebiet auf der niedrigeren Hirschauterrase in das ummauerte Stadtgebiet einbezogen war, der sogenannte Anger mit dem Großen und Kleinen Angerbach. Auch das Gebiet zwischen Talburgtor und Isartor (die Talvorstadt) lag auf der Hirschauterrasse und wurde von mehreren der Münchner Stadtbäche durchflossen. Im Rosental kamen sich die beiden Mauerringe sehr nahe, nur der Rosenturm stand hier als Durchgang zwischen der zweiten Stadtmauer und den Häusern, die entlang dem Stadtgraben der ersten Mauer erbaut worden waren.
In das neue Stadtgebiet war auch das ehemalige Dorf Altheim, eine vermutlich schon vor der Gründung Münchens bestehende Siedlung, mit einbezogen. Der Bezirk innerhalb des ersten Mauerrings wurde als Innere Stadt bezeichnet, der Bereich zwischen dem ersten und zweiten Mauerring als Äußere Stadt. Nach Fertigstellung der zweiten Stadtmauer diente die erste Stadtmauer keinen Verteidigungszwecken mehr. Dort, wo sie einer geänderten Verkehrsführung oder Neubauten wie z. B. der Frauenkirche im Weg stand, wurde sie abgerissen, ansonsten wurde sie in neu errichtete Häuser integriert. Der wassergefüllte Stadtgraben wurde wie die anderen Stadtbäche für die Brauchwasserversorgung und Abwasserentsorgung verwendet.
Die zweite Stadtmauer war auf der Altstadtterrasse etwa 2 m breit, in ihrem Ostteil auf der Hirschauterrasse nur etwa 1,50 m und hatte eine Höhe von etwa 8–10 m. Sie war auf einem Fundament aus Tuffsteinquadern errichtet und stand auf einem etwa 1 m hohen Erdwall. Wie die erste Stadtmauer war auch die zweite eine zweischalige Mauer aus Ziegeln mit Kies-Mörtel-Füllung. An der Innenseite der Mauer lief ein hölzerner Wehrgang um die Stadt herum.
Auch die zweite Stadtmauer war von einem mit Wasser gefüllten Graben umgeben. Davon ist jedoch heute nichts mehr erhalten, da an der Stelle dieses Grabens später eine Zwingermauer errichtet wurde. In dieser zweiten Stadtmauer gab es vier Haupttore. Da Theatiner- und Residenzstraße an ihrem Nordende zusammenlaufen, war im Norden nur noch ein Stadttor erforderlich. Die Haupttore waren:
- das Schwabinger Tor im Norden am Ende von Theatiner- und Residenzstraße
- das Isartor im Osten am Ende der Straße Tal
- das Sendlinger Tor im Süden am Ende der Sendlinger Straße
- das Neuhauser Tor (ab 1791 Karlstor genannt) am Ende der Neuhauser Straße.

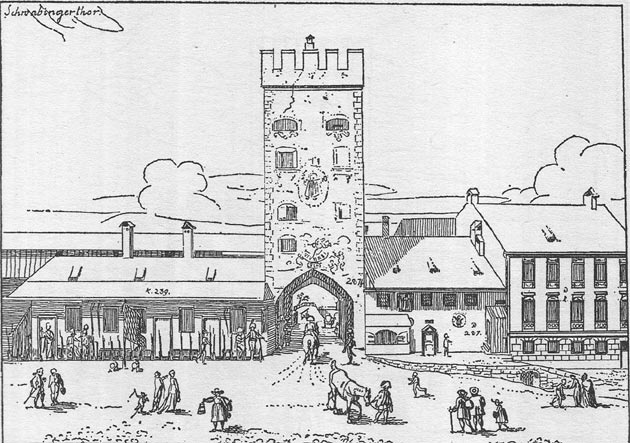
Schwabinger Tor
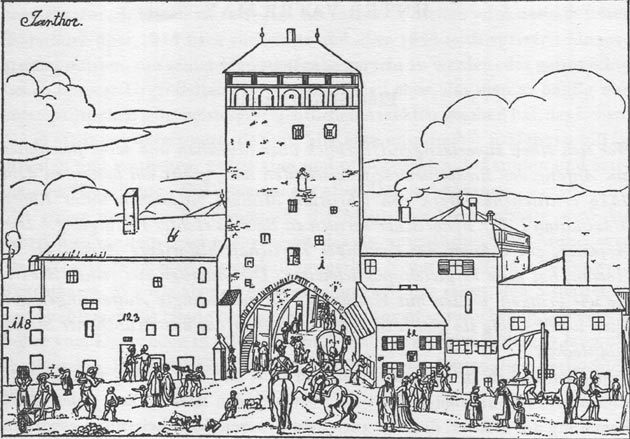
Isartor
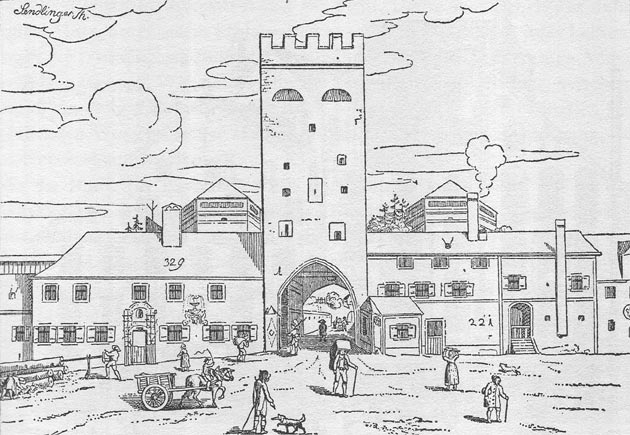
Sendlinger Tor
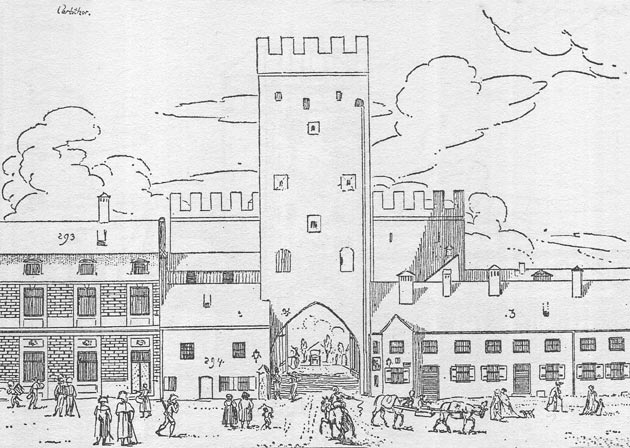
Neuhauser Tor

Diese Tore bestanden zunächst wie die der ersten Stadtmauer aus einem mehrgeschossigen Torturm, wie er heute nur noch beim Isartor erhalten ist. Ihr späteres Aussehen mit dem von zwei Seitentürmen flankierten Vortor erhielten sie erst Anfang des 15. Jahrhunderts mit dem Bau der Zwingermauer. Anders als bei der ersten Stadtmauer hatten die Tortürme keinen quadratischen, sondern einen rechteckigen Grundriss und waren etwa doppelt so breit wie tief. Über der Tordurchfahrt befand sich ein Führungsschacht für ein Fallgitter, das aus etwa 10–15 cm starken Holzstangen bestand.
Neben den vier Haupttoren gab es noch kleinere Stadttore:
- das Wurzertor, später Kosttor genannt, weil hier eine Armenspeisung eingerichtet wurde
- das Taeckentor, das jedoch seit etwa 1400 zugemauert war
- das Schiffertor, später Einlasstor genannt, weil hier gegen Zahlung einer Gebühr noch nachts Einlass gewährt wurde, wenn alle anderen Tore verschlossen waren
- das Angertor, das Zutritt zum unteren Anger bot und wegen seiner geringen Verkehrsbedeutung oft zugesperrt blieb

Zwei weitere Tore dienten nicht dem Zugang zur Stadt, sondern der Verbindung von Herzogsresidenzen direkt nach draußen:
- das Neuvesttor, das von der ehemals in der Nordostecke der heutigen Residenz gelegenen Neuveste aus direkt aus der Stadt hinaus führte
- das Herzogenstadttor, durch das von der Wilhelminischen Veste ein Weg zu dem außerhalb der Stadt (später auf einer Bastion des Festungswalls) gelegenen Kapuzinerkloster führte

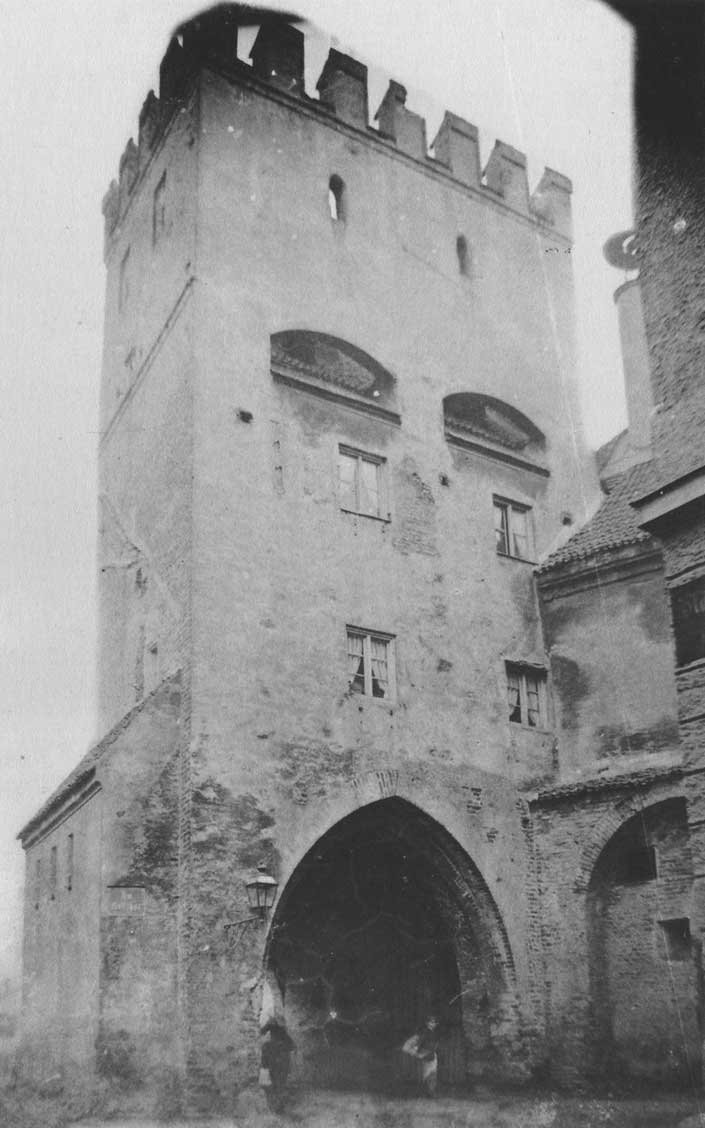
Kosttor
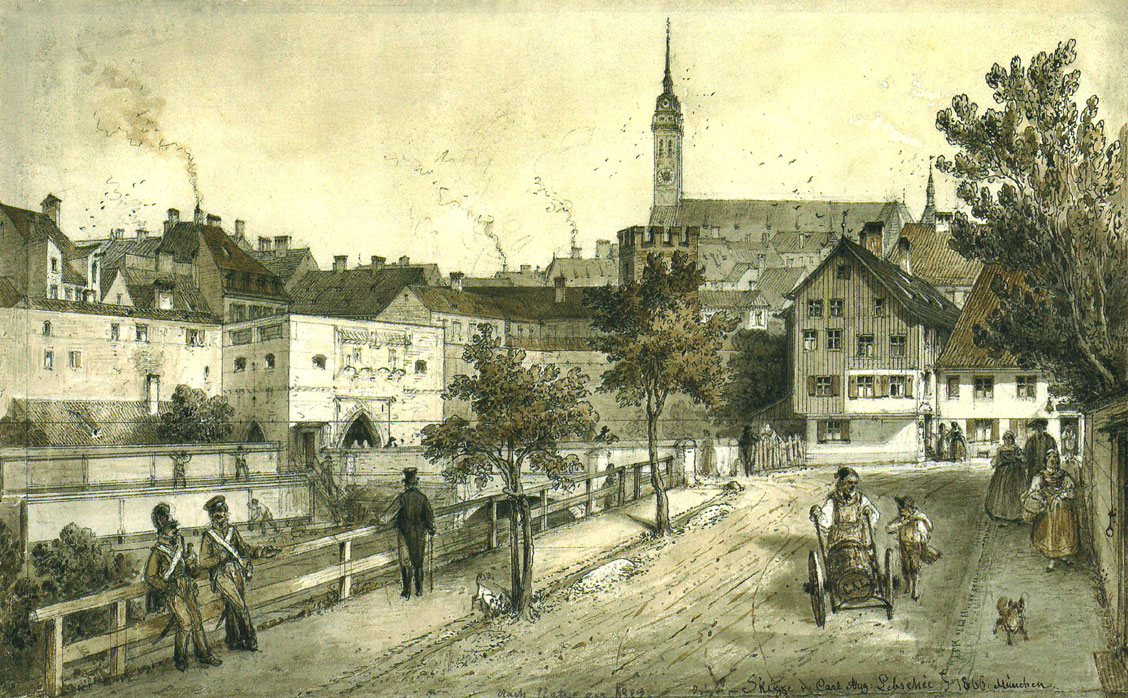
Einlasstor
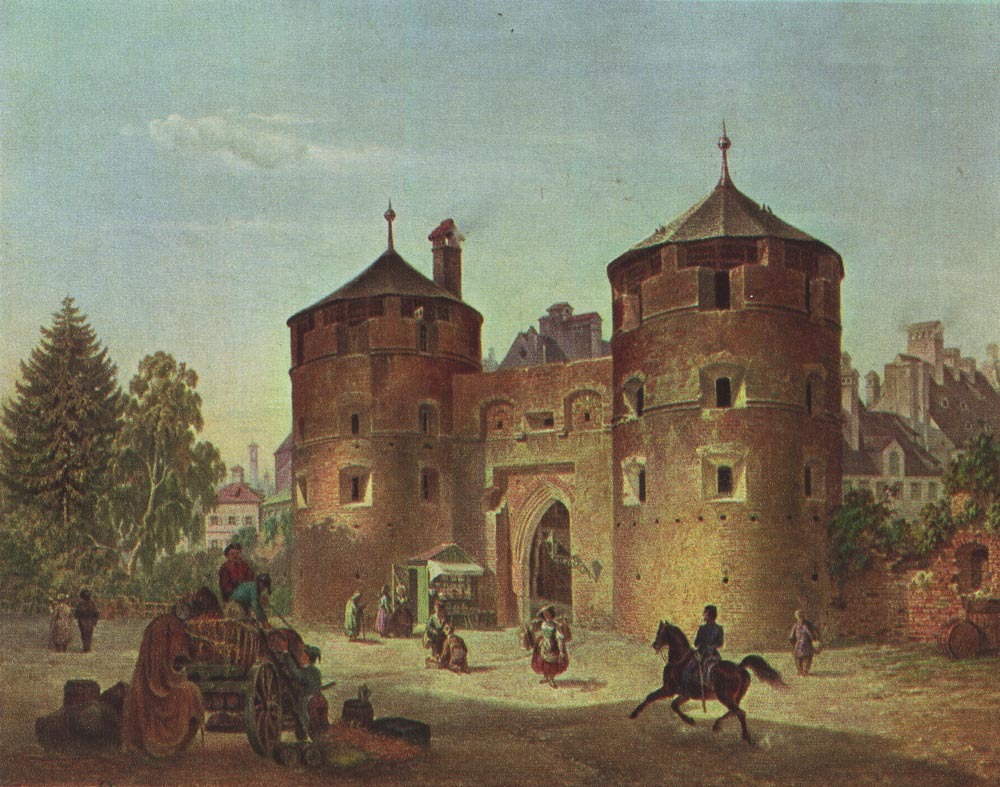
Angertor
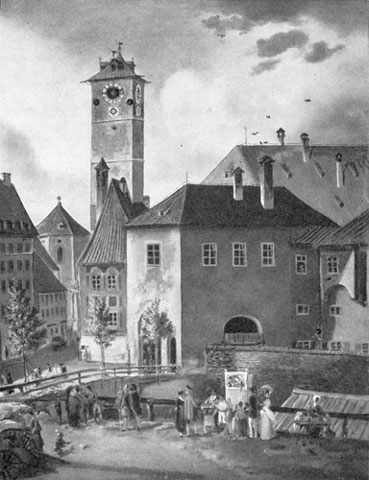
Herzogenstadttor

Zwischen den Toren dienten zahlreiche Türme der Beobachtung des Umlands und der Verteidigung der Mauer. Die Türme der zweiten Stadtmauer waren durchweg Vierecktürme, die als Schalenturm aufgebaut, also zur Stadtseite hin offen waren. So konnten sie nach einer Einnahme durch Angreifer nicht zur Stadt hin verteidigt werden. Die genaue Anzahl der Türme der zweiten Stadtmauer ist unbekannt. Im Sandtner’schen Stadtmodell sind es 55 Türme, die Anzahl ist jedoch bei verschiedenen Stadtansichten unterschiedlich, und auch in Dokumenten der Stadt schwanken die Zahlen. Maximal werden 63 Türme genannt. Die meisten dieser Türme trugen keinen Namen oder dieser ist zumindest nicht überliefert. Einige Türme, die eine besondere Bedeutung hatten oder einem bestimmten Zweck dienten, sind jedoch namentlich bekannt. Diese waren meist höher als die anderen und hatten auch zur Stadtseite hin eine Mauer. Darunter befinden sich
- der Christophsturm, ehemals ein Stadtmauerturm in der Nordostecke der Stadtmauer, später in die Neuveste integriert
- der Falkenturm zwischen Altem Hof und Neuveste, in dem zeitweise Utensilien zur Falkenjagd aufbewahrt wurden und der später als Gefängnis diente
- der Fischerturm am heutigen Viktualienmarkt
- der Hexenturm, ein Nachbarturm des Falkenturms, der ebenfalls als Gefängnis genutzt wurde
- der Heyturm, unter dem der Glockenbach in die Stadt eintrat und sich dort in den großen und kleinen Angerbach teilte, der Turm diente als Wasserturm
- der Katzenturm über dem Einfluss des Katzenbachs in die Stadt, der ab 1615 als Wasserturm genutzt wurde
- der Lueg ins Land oder Lugerturm knapp nördlich des Isartors, der zum Überwachen des im Tal gelegenen Vorfelds Münchens diente.
- der Müllerturm
- der Taschenturm
- der Tuchschererturm
- der Turm bei Sankt Sebastian

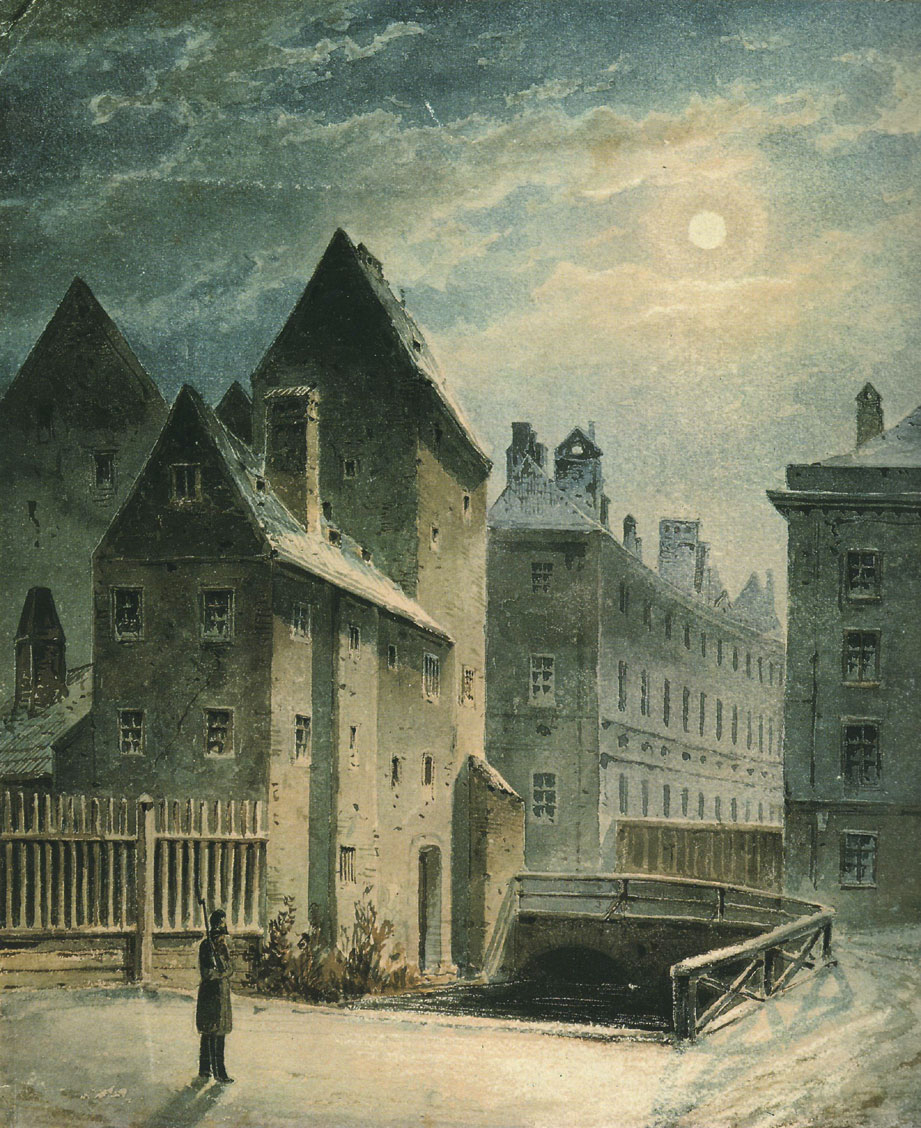
Falkenturm
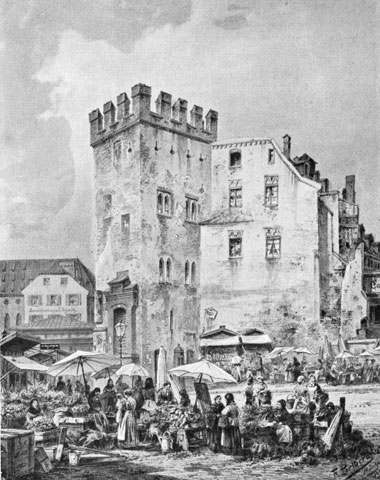
Fischerturm
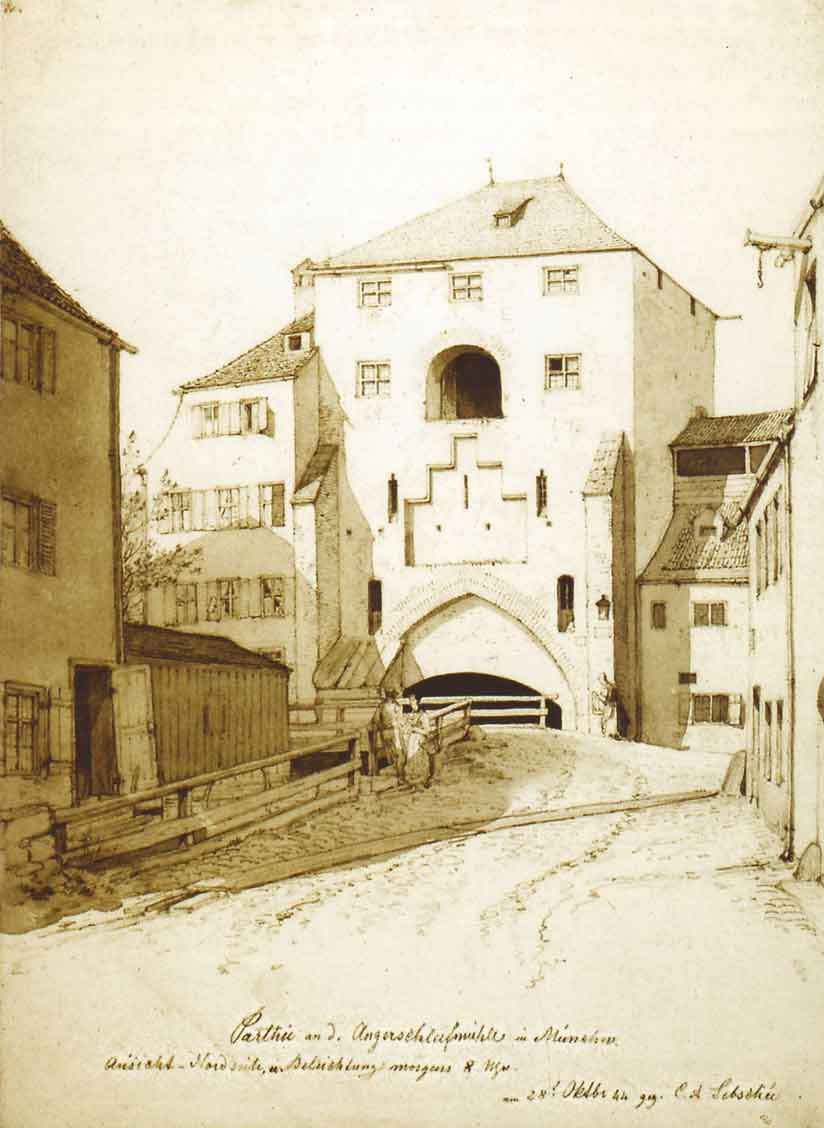
Heyturm
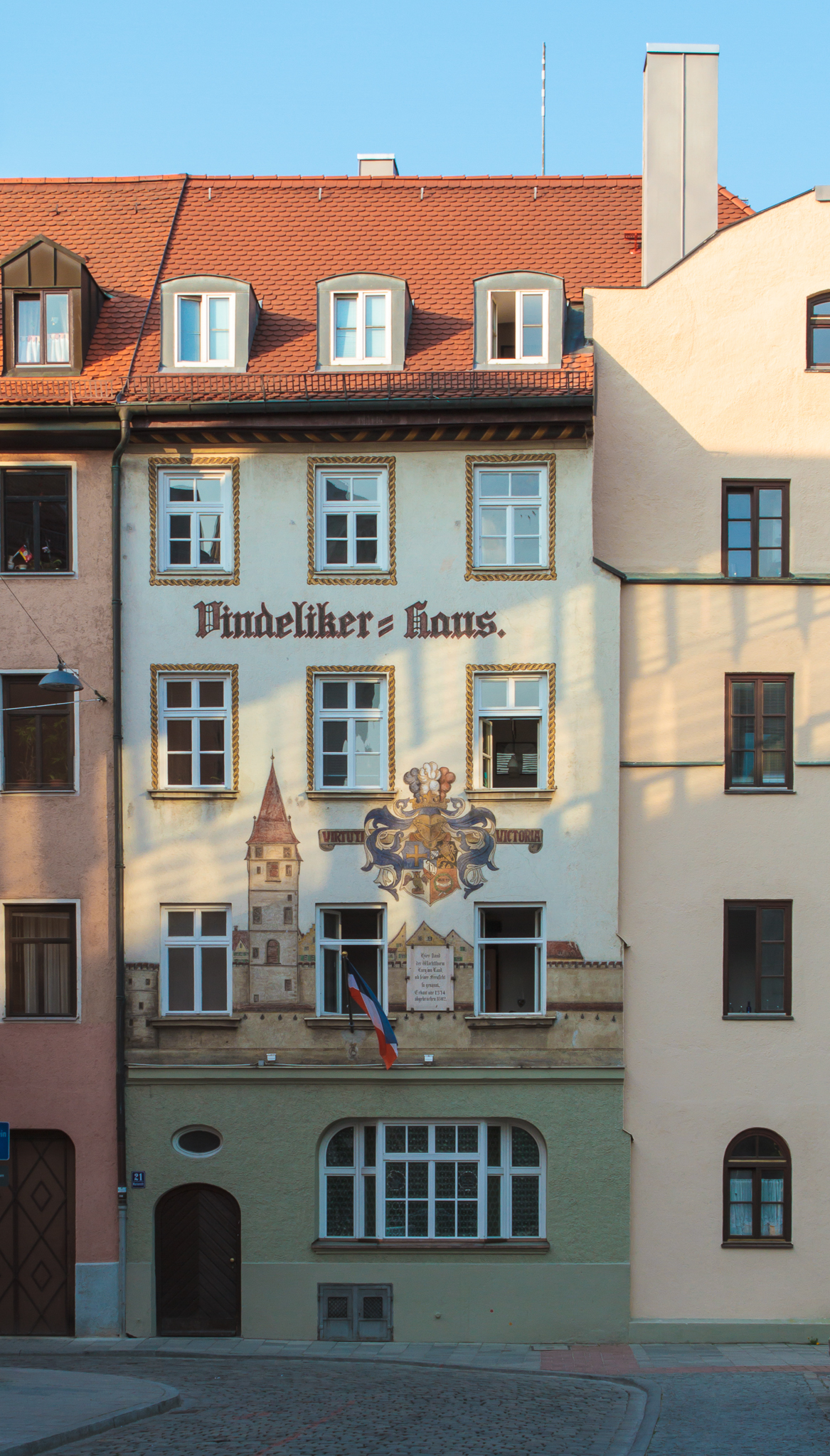
Lueg ins Land

Ein Unikat war das Fausttürmchen zwischen Sendlinger Tor und Heyturm, das auf der Innenseite der Mauer als kleines rundes Türmchen mit steinernem Kegeldach auf einer Säule ruhte.

### Zwingermauer

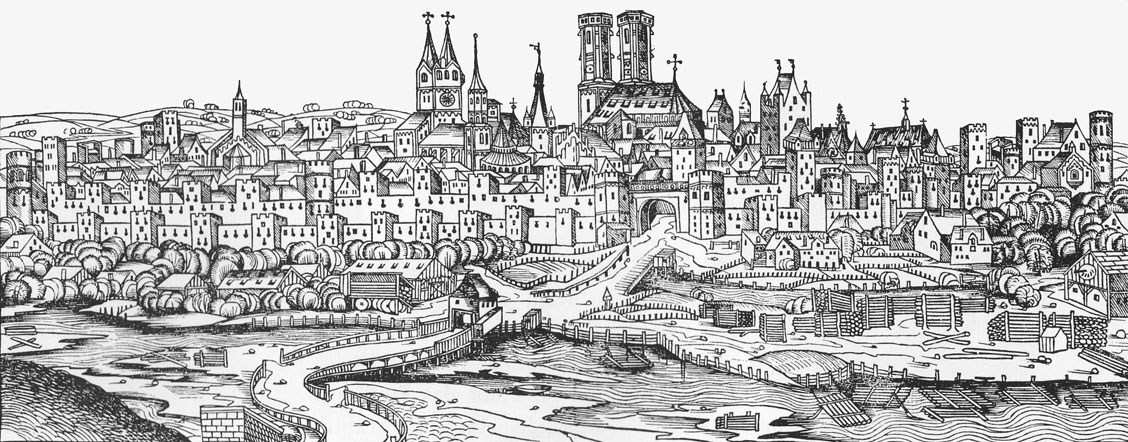
Stadtansicht Münchens von Osten in der Schedelschen Weltchronik, 1493

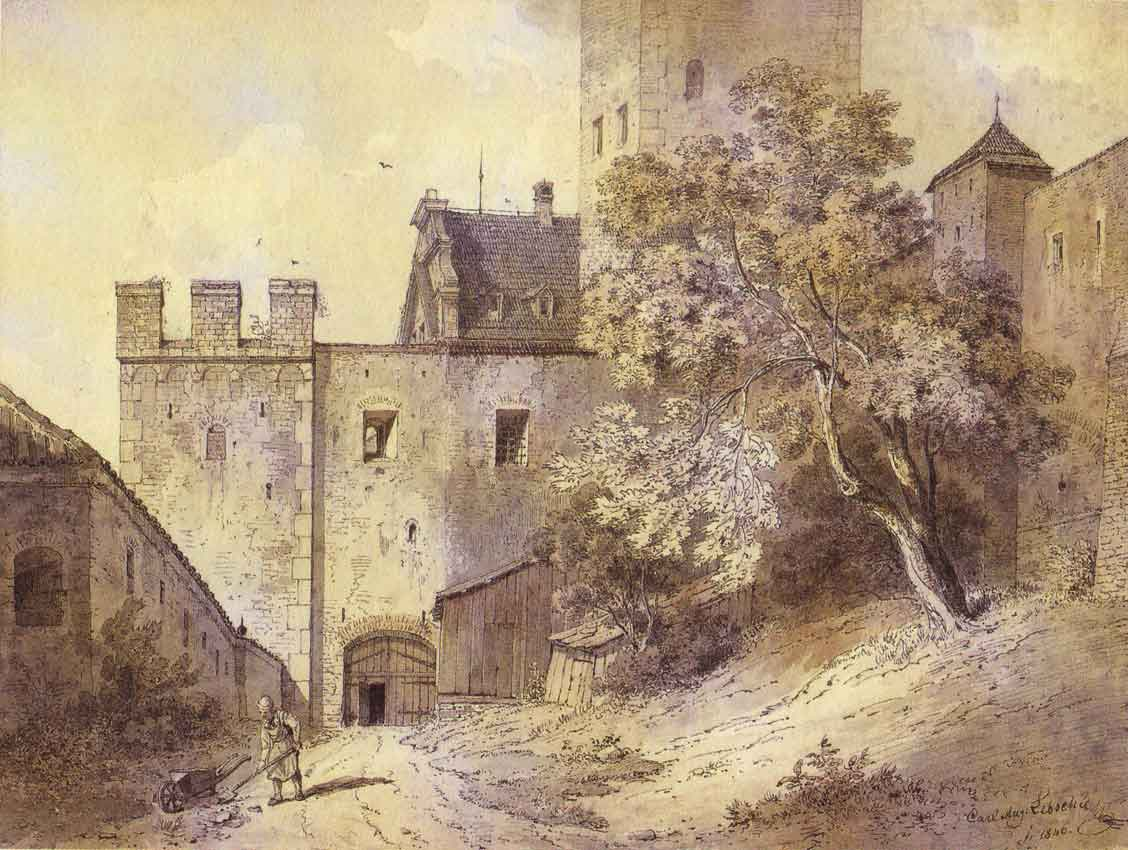
Zwinger am Schwabinger Tor, rechts die Stadtmauer, links Anbauten an der Zwingermauer

Wegen der Anfang des 15. Jahrhunderts ausgebrochenen Hussitenkriege wurde die zweite Stadtmauer ab 1424 durch eine Zwingeranlage verstärkt. Dazu wurde der ursprüngliche Stadtgraben zugeschüttet und stattdessen parallel zur ursprünglichen Mauer eine Zwingermauer errichtet. Vor dieser Mauer wurden dann neue Wassergräben angelegt. Schriftlich belegt sind diese Baumaßnahmen ab 1430. Sie dauerten bis 1472. Gut zu erkennen ist die Zwingeranlage in den ältesten Stadtplänen Münchens von Tobias Volckmer (1613) und Matthäus Merian (1642) und in dem Stadtmodell Münchens von Jakob Sandtner (1570). Auch die älteste Münchener Stadtansicht von Michael Wolgemut in der Schedelschen Weltchronik (1493) zeigt deutlich die Doppelmauer.
Die Zwingermauer verlief in etwa 7–9 m Entfernung parallel zur zweiten Stadtmauer und stand auf einem Fundament aus Nagelfluh. Auch sie war als zweischalige Füllmauer erbaut. Mit einer Höhe von etwa 5 m war sie nur halb so hoch wie die Stadtmauer, ihre Breite betrug an der Mauerkrone etwa 1 m. Diese vergleichsweise geringe Dicke der Mauer wurde dadurch ausgeglichen, dass der Zwinger zwischen Stadtmauer und Zwingermauer bis zu 2 m hoch mit Erde und Schutt aufgeschüttet wurde, wodurch die Zwingermauer an ihrem Grund eine ausreichende Festigkeit erhielt.

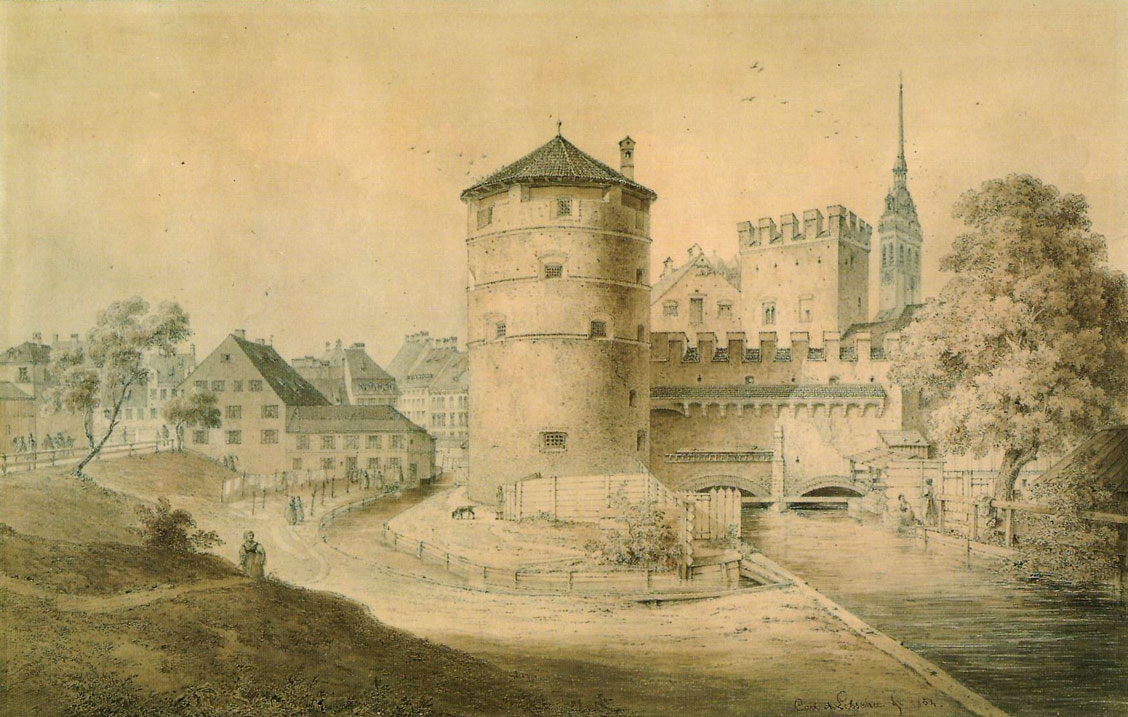
Westlicher Stadtgrabenbach und Rosschwemmbach am Scheibling

Der Wassergraben verlief in etwa 3–4 m Abstand um die Zwingermauer. Seine Tiefe betrug etwa 4 m, an manchen Stellen war er bis zu 30 m breit. Gespeist wurde der Stadtgraben durch den Glockenbach, der zwischen Dämmen durch den Stadtgraben vor der Zwingermauer geleitet wurde. Durch Wehre in den Dämmen wurde der Abfluss des Wassers nach Westen und Osten in den Westlichen Stadtgrabenbach und den Östlichen Stadtgrabenbach geregelt, die in den Stadtgräben vor der Zwingermauer um die Altstadt nach Norden flossen.
Mit dem Bau der Zwingermauer erfolgte auch eine Verstärkung der Tore. Die vier Haupttore und das Angertor erhielten Vortore, die aus einem Stück Mauer mit Tordurchfahrt und zwei flankierenden Türmen bestanden. Diese Türme waren beim Schwabinger und Neuhauser Tor quadratisch, beim Sendlinger Tor sechseckig, beim Isartor achteckig und beim Angertor halbrunde Schalentürme. Seitlich war der Raum zwischen Vortor und Torturm durch weitere Mauern begrenzt, so dass Angreifer, die das Vortor genommen hatten, sich in einem ummauerten Hof wiederfanden, der von allen Seiten beschossen werden konnte. Nur am Isartor ist diese Anlage heute noch erhalten beziehungsweise wiederaufgebaut.

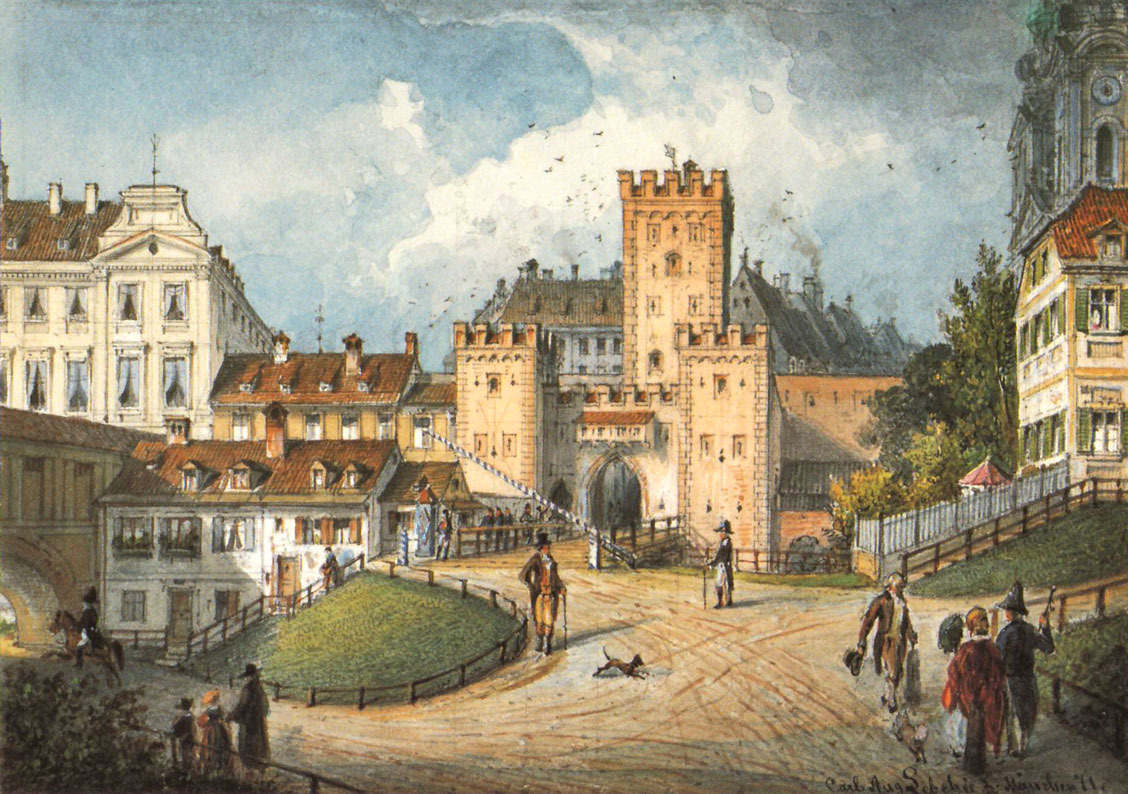
Schwabinger Tor
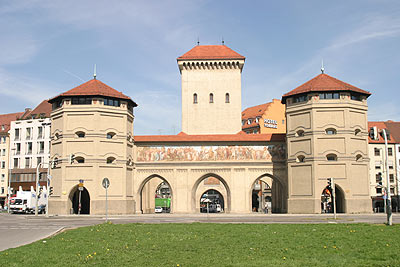
Isartor
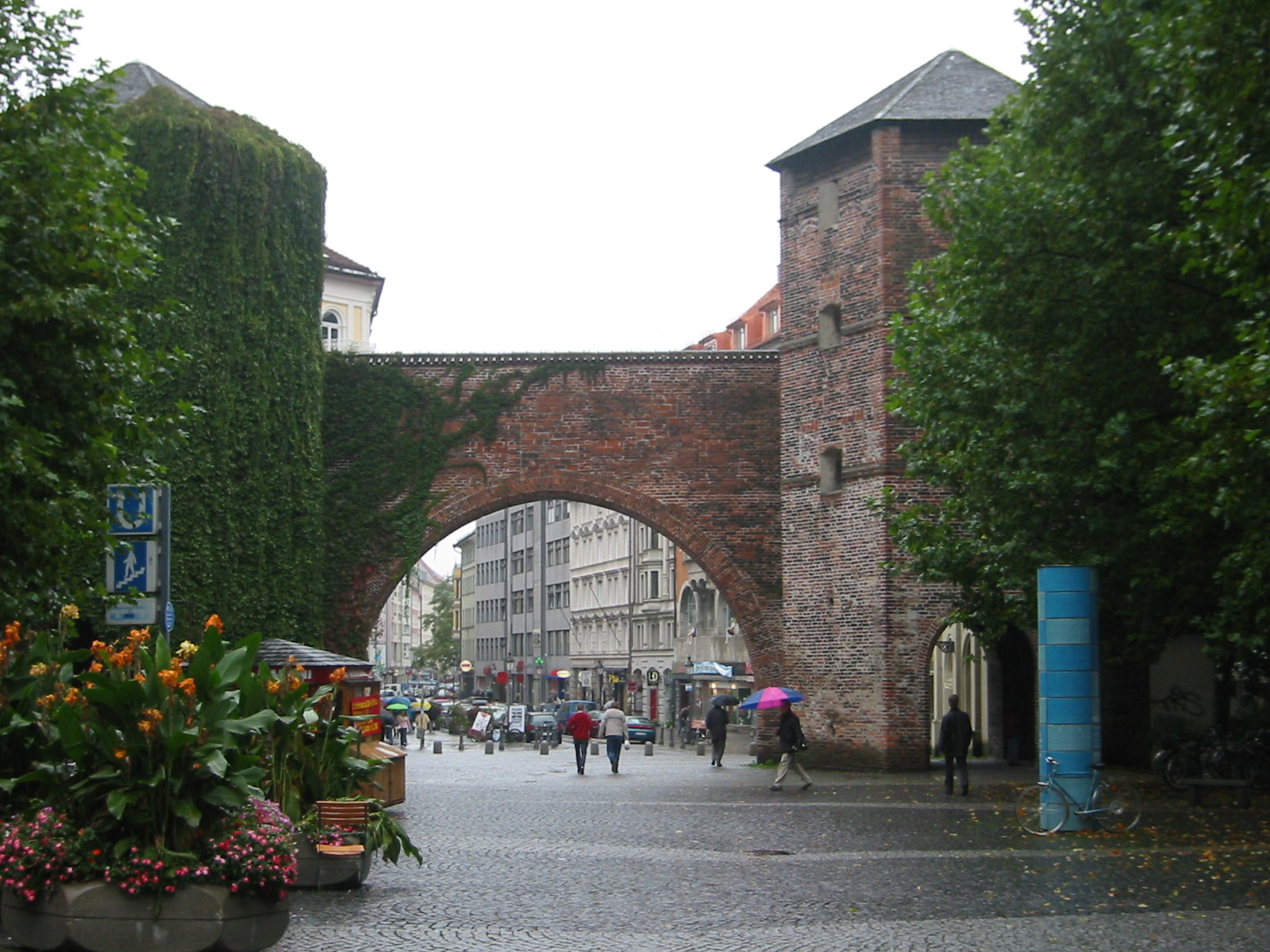
Sendlinger Tor
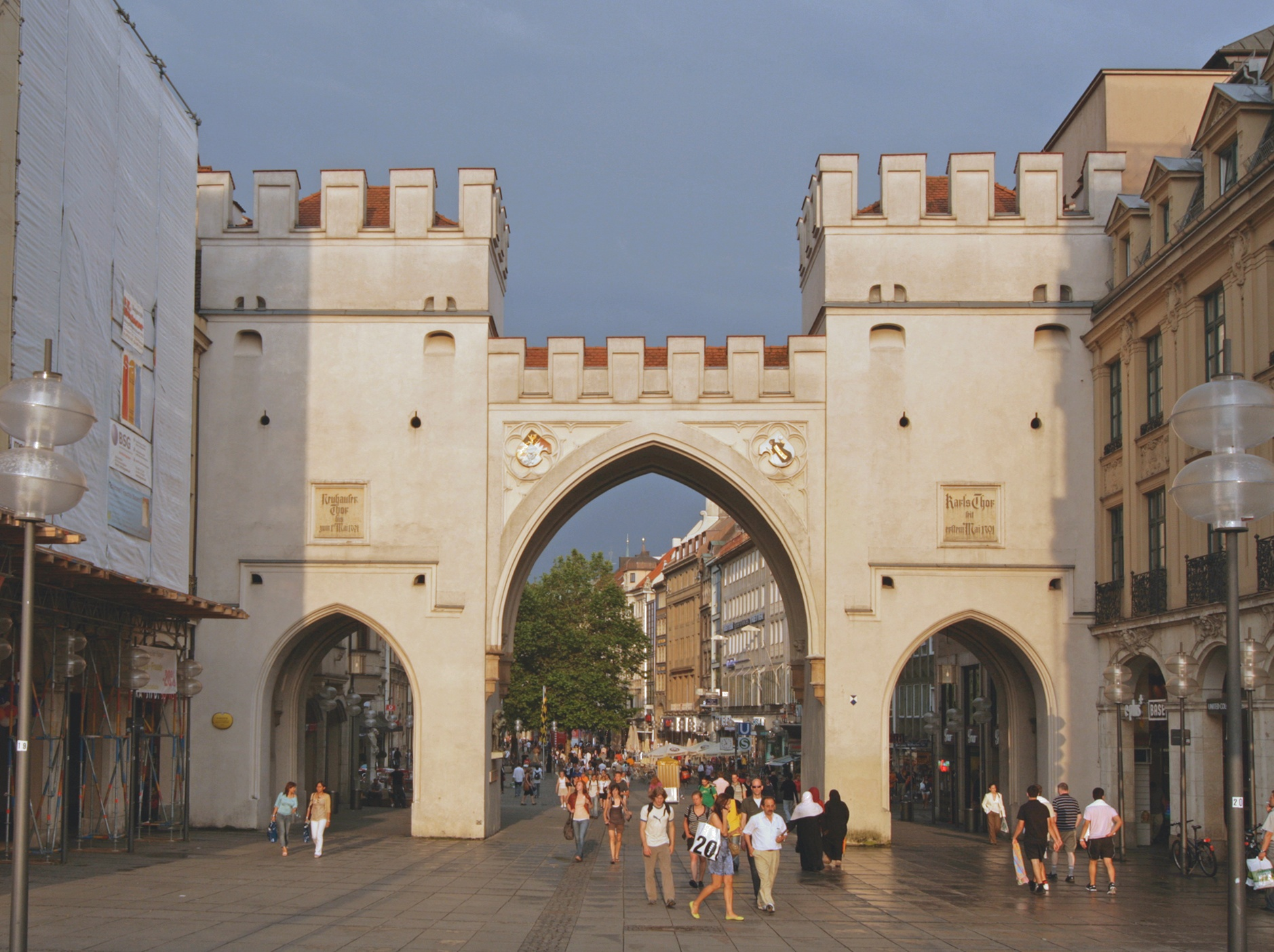
Neuhauser Tor (Karlstor)

Auch in der Zwingermauer befanden sich zwischen den Toren zahlreiche Türme. Das Sandtner’sche Stadtmodell zeigt 44 Türme, aber wie bei der zweiten Stadtmauer schwankt die Zahl in den Urkunden. Die meisten Türme waren wie bei der Stadtmauer zur Stadtseite hin offene Schalentürme. Anders als bei der Stadtmauer gab es an der Zwingermauer jedoch nicht nur Viereck-, sondern auch Rundtürme. Besondere Bedeutung hatten:
- der Jungfernturm, der alte Turm der zweiten Stadtmauer wurde zu einem kräftigen Bastionsturm erweitert, der den ganzen Bereich zwischen Stadtmauer und Zwingermauer einnahm und halbrund von der Zwingermauer aus vorsprang;
- der Neuturm, ein runder Geschützturm beim Kosttor;
- der Scheibling beim Isartor, ab dem 19. Jahrhundert Prinzessturm genannt, ein runder Geschützturm beim Lueg ins Land;
- der Scheibling beim Schiffertor, ein runder Geschützturm vor dem Fischerturm auf dem heutigen Viktualienmarkt, neben dem der Roßschwemmbach unter der Zwingermauer hindurch in den Zwinger floss.

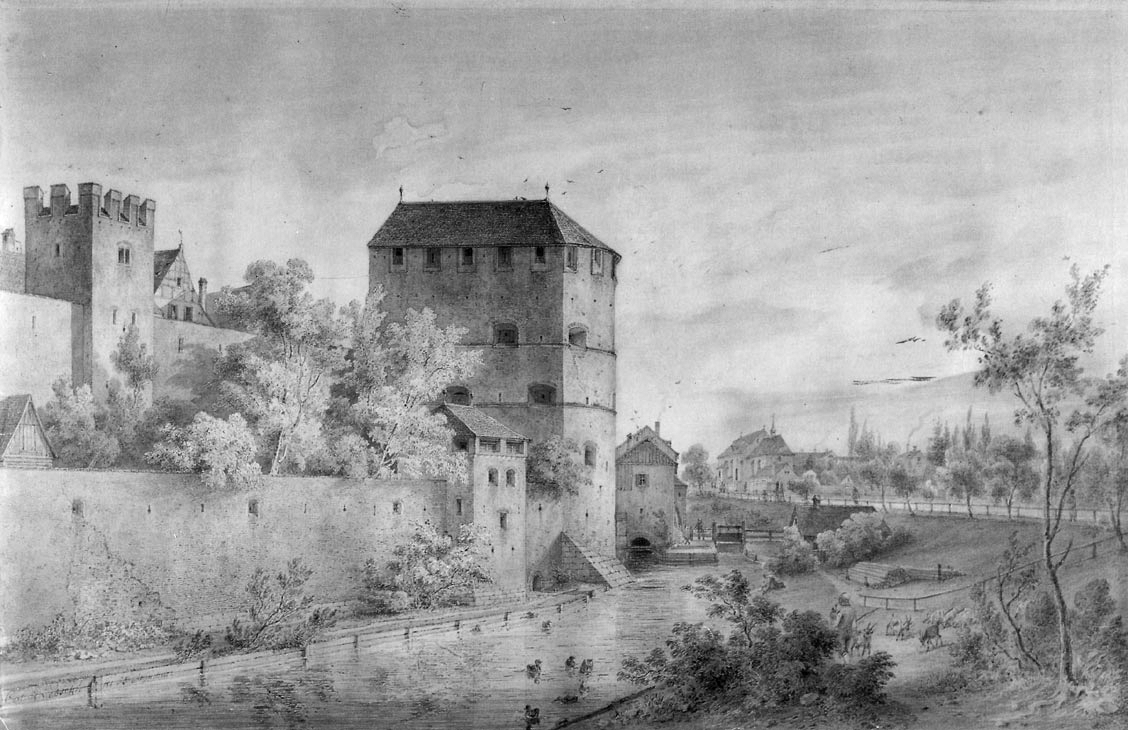
Jungfernturm
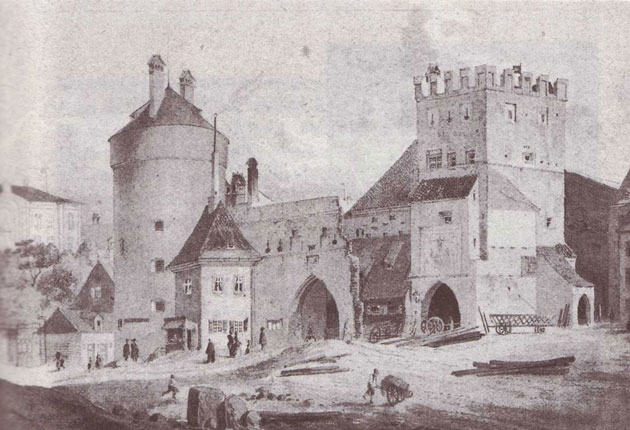
Neuturm beim Kosttor
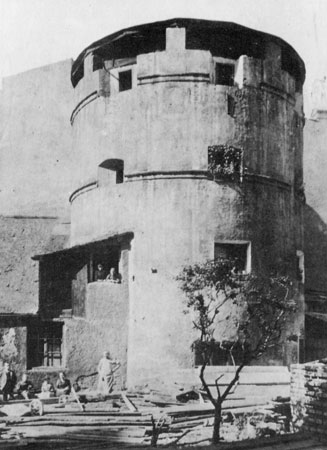
Prinzessturm
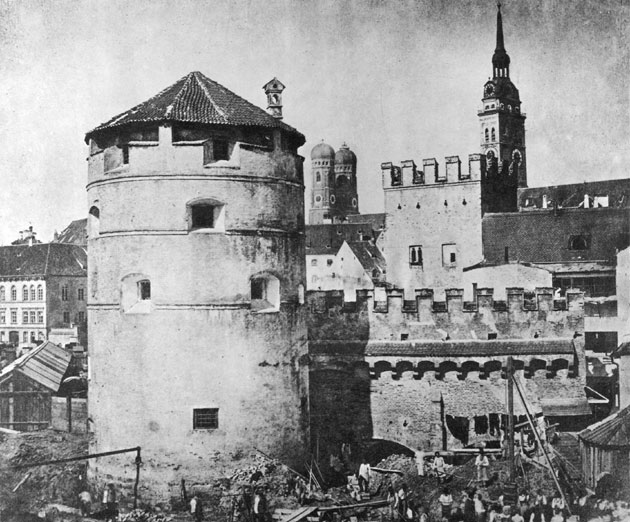
Scheibling beim Schiffertor

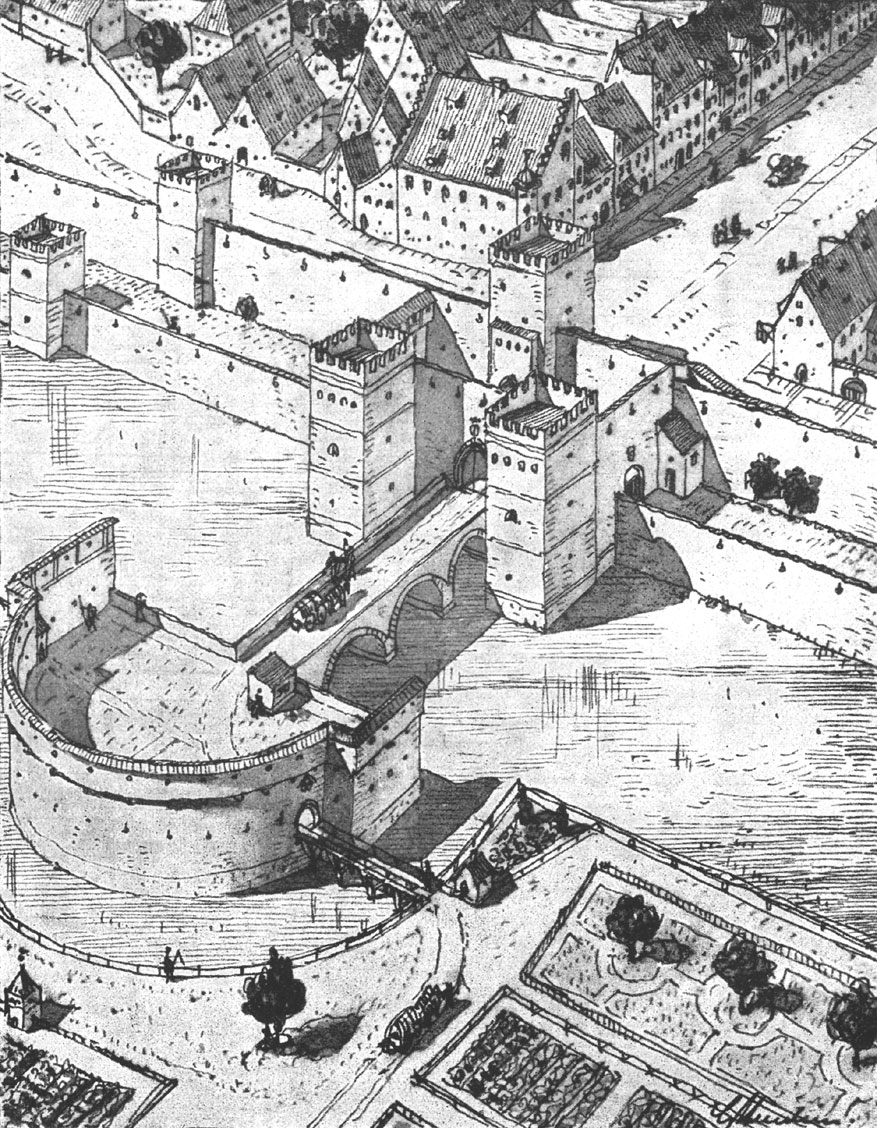
Barbakane am Neuhauser Tor

Ende des 15. Jahrhunderts wurden vor dem Schwabinger, Neuhauser und Sendlinger Tor Vorwerke in Form von halbkreisförmigen Barbakanen errichtet. Ihre gerade Rückseite stand am Stadtgraben, und auch um ihre halbrunde Vorderseite herum lief ein wassergefüllter Graben. Die Barbakanen vor dem Schwabinger und Neuhauser Tor waren gemauert, sie entstanden um 1493. Die vermutlich erst später entstandene Barbakane vor dem Sendlinger Tor war dagegen ein Erdwerk mit abgeschrägter Böschung, lediglich die Rückwand zum Stadtgraben war gemauert. Die Wege führten von den Stadttoren über den Stadtgraben und machten auf der Barbakane einen Knick. Sie wurden dann seitlich etwa parallel zur Stadtmauer über den Barbakanengraben geführt. Bei der Barbakane vor dem Sendlinger Tor führte der Weg durch den Pulverturm, der als Torturm diente.
Als Vorwerk des Isartors diente zunächst das Laimtor kurz vor dem Isartor. 1517–1519 wurde der Rote Turm am Brückenkopf der Isarbrücke errichtet.

### Wallbefestigung

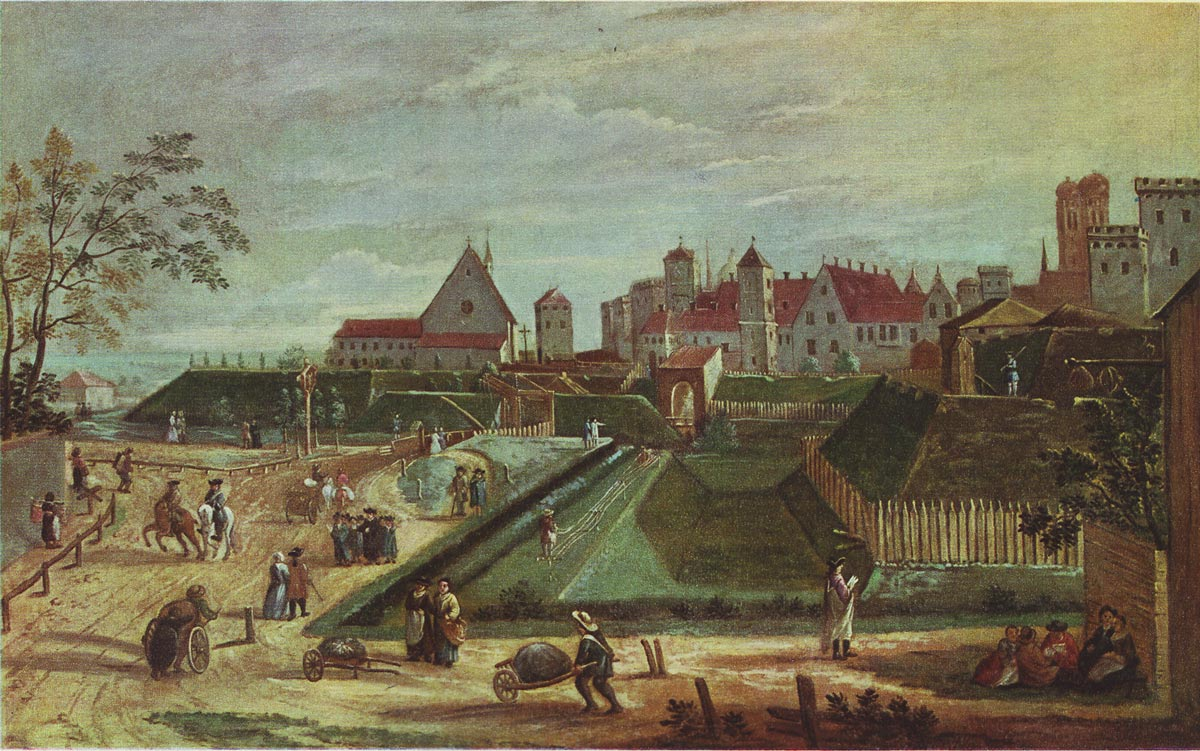
Wallbefestigung am Karlstor, 1750

Mit dem Aufkommen schwerer Geschütze waren die Stadtmauern den militärischen Anforderungen nicht mehr gewachsen. Ein erster Entwurf, München mit einem Festungsring zu umgeben, stammt aus dem Jahre 1583. Er sah um die Stadt herum ein regelmäßiges Achteck vor, das sich bis zur Isar erstreckte, und am anderen Isarufer auf dem Gasteig ein fünfeckiges Fort, da die Gefahr einer Beschießung Münchens von dort aus am größten war. Dieser und weitere miteinander konkurrierende Pläne wurden jedoch nicht verwirklicht, die Entwerfer der Pläne warfen sich gegenseitig gravierende Mängel in ihren Plänen vor. Erst nach Ausbruch des Dreißigjährigen Kriegs forcierte Kurfürst Maximilian I. die Pläne und ließ ab 1619 um die bestehende Stadtmauer herum einen Festungsgürtel mit Bastionen anlegen. Dieser Festungsgürtel folgte im Wesentlichen dem Verlauf der mittelalterlichen Stadtmauer, nur im Norden wurde der Bereich des Hofgartens und östlich der Residenz der Marstallplatz mit den dort liegenden Zeughäusern in die Festung mit einbezogen.
In einem ersten Bauabschnitt wurde von 1619 bis 1632 der Nordteil der Wallbefestigung zwischen Schwabinger Tor und Kosttor errichtet. Als König Gustav Adolf II. von Schweden 1632 in München einzog, war dieser Teil der Festungsanlagen fertiggestellt. Wegen der an Gustav Adolf zu leistenden Zahlungen und einer Pestepidemie kam der Ausbau in den folgenden Jahren nur zögernd voran. 1637 erreichte Maximilian I. die finanzielle Beteiligung des ganzen Landes an dem Festungsbau in München durch Erhebung einer Sondersteuer. So konnten die Arbeiten ab 1638 wieder verstärkt durchgeführt werden. Vermutlich war der Ring um die Stadt im Jahr 1640 geschlossen. In diesem Jahr ließ Maximilian eine Münze von fünf Dukaten prägen, auf deren Rückseite die von dem Festungswall umgebene Stadt München abgebildet ist. Es wurde jedoch weiter an der Befestigung gearbeitet, zum einen, um Schwachstellen zu verstärken und die Gräben zu verbreitern, zum anderen, um den Wall instand zu halten und aufgetretene Schäden zu beseitigen. So gingen die Bauarbeiten nahtlos in die Instandhaltungsarbeiten über, was es unmöglich macht, ein genaues Datum für die Fertigstellung der Festungsanlage anzugeben.

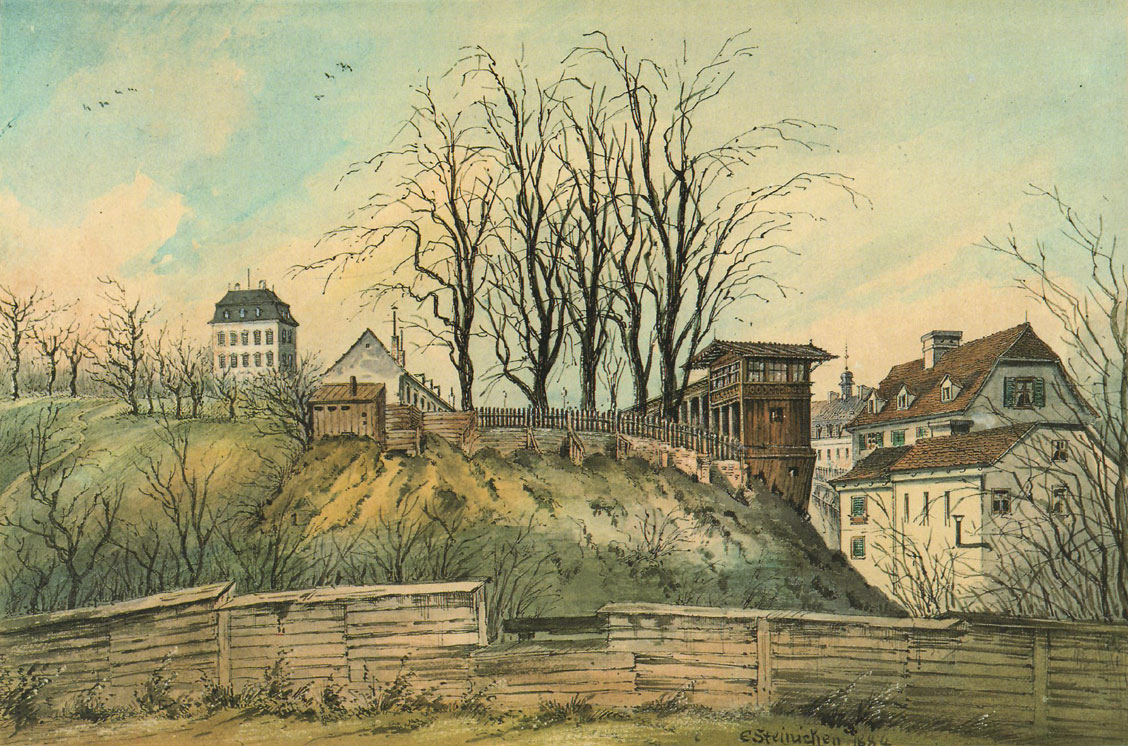
Erdwall der Gartenbastion, 1884

Der Festungsring war nicht gemauert, sondern nach der niederländischen Bauweise als Erdwall errichtet, vor dem ein breiter Graben lag. Der Hauptwall mit Brustwehr hatte eine Höhe von etwa 8 m und einen Böschungswinkel von etwa 45°. Die Böschung war mit Rasenstücken befestigt. Insgesamt 18 Bastionen ragten aus dem Wall vor, aber nur fünf Ravelins lagen (hauptsächlich auf der Ostseite) vor den Kurtinen im Graben. So wurden z. B. die Wege durch das Kosttor, das Isartor und das Neuhauser Tor über Ravelins auf die andere Seite des Grabens geführt. Der Graben war etwa 15 bis 30 m breit. Im Ostteil, der auf der Hirschauterrasse lag, konnte der Graben durch die Stadtbäche geflutet werden, führte aber nicht ständig Wasser. Dabei wurden nicht nur wie bei dem Graben der Stadtmauer die inneren Stadtbäche verwendet, auch der Stadthammerschmiedbach (ursprünglich Laimbach), der östlich des Isartors an der Stadt vorbeifloß, diente zum Bewässern des Grabens.
Am stärksten ausgebaut war der Nordteil zwischen Schwabinger Tor und Kosttor. Hier lag vor dem Hauptwall noch ein Niederwall. Ein Wehrgang (Berme), der durch Palisaden geschützt war, verlief im unteren Teil der Böschung des Hauptwalls. Auf der Außenseite des Grabens lief ein Gedeckter Weg, der durch das ansteigende Glacis geschützt war. Im übrigen Teil des Festungsrings fehlte der Niederwall. Der Wehrgang verlief am Fuß des Hauptwalls, und die Palisaden standen direkt am Graben.
Seine Eignung für den Krieg musste der neue Festungsring nie unter Beweis stellen. Bereits gegen Ende des 17. Jahrhunderts wurden Teile der Festungsanlage an Privatbesitzer übereignet. Diese durften das Gelände nutzen, mussten dafür aber den Wall instand halten. De facto nahm aber die Kriegstauglichkeit der Anlage bis zu ihrer Schleifung am Ende des 18. Jahrhunderts stetig ab.

### Entfestigung Münchens

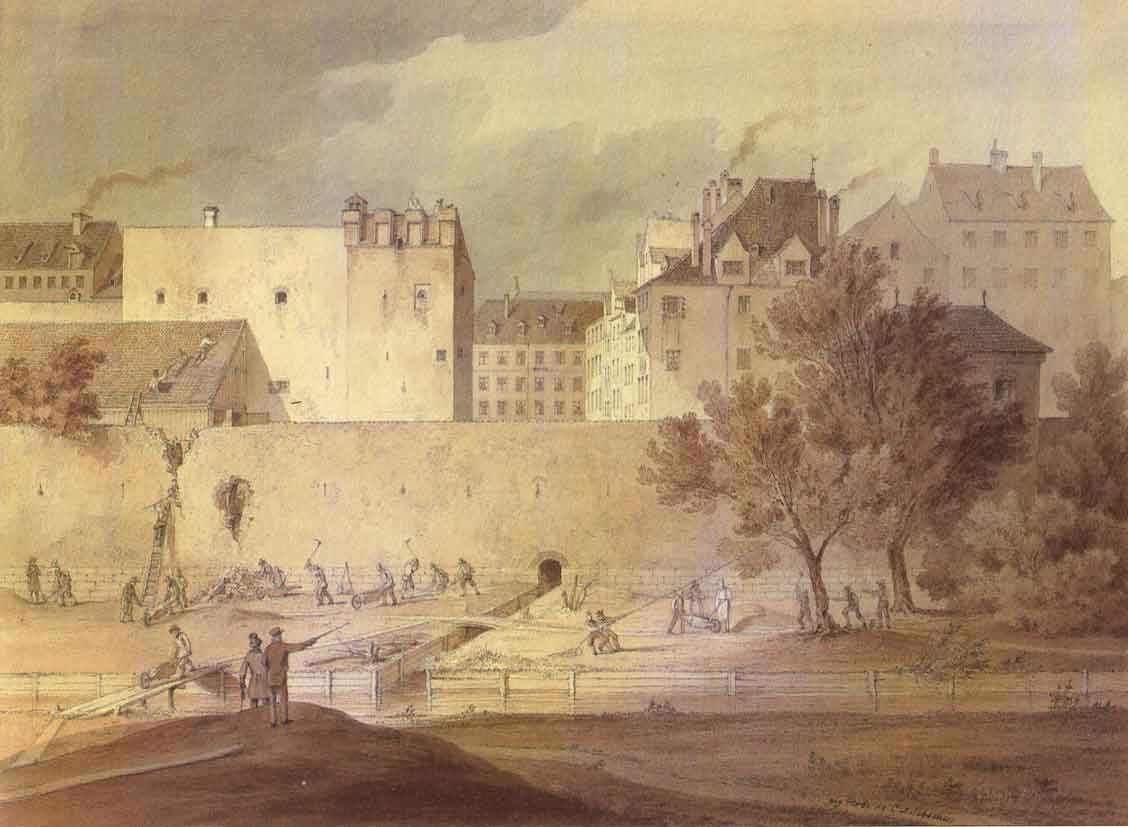
Abbruch der Stadtmauer am Sebastiansplatz

1791 befahl Kurfürst Karl Theodor, die Bastion vor dem Neuhauser Tor zu schleifen und die Zufahrt zu dem Tor neu zu gestalten. 1795 hob er die Festungseigenschaft Münchens endgültig auf. Bereits Ende des 18. Jahrhunderts wurde der Festungsring aus dem 17. Jahrhundert abgetragen, im 19. Jahrhundert folgte der Abriss der zweiten Stadtmauer mit ihrer Zwingermauer sowie der meisten Türme und Tore. Lediglich das Isartor und die Vortore des Sendlinger Tors und des Karlstors blieben erhalten. Für den Erhalt des Isartors hatte sich König Ludwig I. persönlich eingesetzt. Er ließ auch den bereits abgerissenen Mauerhof zwischen Torturm und Vortor wiederherstellen.

## Heutige Situation

### Erhaltene Teile der Stadtbefestigung
Von der ersten Stadtmauer sind nur wenige Bruchstücke erhalten, die in den Bau von Häusern einbezogen worden waren, vor allem in der Burgstraße 2 bis 12 und im Rindermarkt 6. Das hintere Schwabinger Tor war bereits 1691 abgerissen worden, die meisten der verbliebenen Tortürme wurden im 19. Jahrhundert abgerissen. Lediglich das Talburgtor blieb als Rathausturm erhalten. Nach schweren Zerstörungen im Zweiten Weltkrieg wurde es abgerissen und nach historischem Vorbild wieder aufgebaut.
Von der zweiten Stadtmauer ist ein kurzes Teilstück an der Jungfernturmstraße mit der stadtseitigen Südmauer des Jungfernturms erhalten. Bei Bauarbeiten nördlich des Isartors wurden ab 1984 weitere Reste der zweiten Stadtmauer freigelegt. Sie sind zwar heute wieder unter der Erde verschwunden, aber durch rote Steine im Straßenpflaster ist der Mauerverlauf zwischen Isartor und Lueg ins Land kenntlich gemacht. Ein kurzes Stück der Mauer verläuft noch oberirdisch, ist jedoch zum Schutz mit neuen Ziegelsteinen abgedeckt.
Ein Teil der Nordmauer des Lueg ins Land ist heute in das Vindelikerhaus integriert, wobei die ursprüngliche Innenseite der Turmmauer heute die Außenfassade bildet. An der Fassade ist noch eine Schießscharte zu erkennen. Auch der Grundriss des Lueg ins Land ist mit roten Steinen im Straßenpflaster kenntlich gemacht. Von den Tortürmen der zweiten Stadtmauer ist heute nur noch der Torturm des Isartors erhalten.
Von der Zwingermauer sind nur noch wenige Reste nördlich des Isartors erhalten. Sie sind in den Geschäftsräumen im Souterrain am Thomas-Wimmer-Ring 1 teilweise freigelegt und können nach Art eines archäologischen Fensters von außen betrachtet werden. In einem Innenhof am Thomas-Wimmer-Ring 1a sind weitere Reste der Zwingermauer und die Grundmauern des Prinzessturms zu sehen. Bei archäologischen Grabungen im Vorfeld von Bauarbeiten wurden im Februar 2011 auf dem Gelände der früheren Synagoge an der Westenriederstraße Fundamente der Zwingermauer und eines Halbschalenturms freigelegt. Sie wurden geborgen und zum Teil in dem Grünstreifen zwischen Westenrieder- und Frauenstraße südwestlich des Isartors wieder aufgebaut. Nahezu vollständig erhalten oder wiedererrichtet sind die Vortore von Neuhauser Tor (heute Karlstor), Sendlinger Tor und Isartor.
Von der Wallbefestigung Münchens sind nur noch eine Bastion im Finanzgarten, die aufgrund ihrer Lage vor dem Hofgarten „Gartenbastion“ genannt wurde, und die westlich daran anschließende Kurtine erhalten, wegen ihres Charakters als Erdbauwerk jedoch stark verschliffen.
Beim Bau der Stachus-Tiefgeschoße wurde 1968 ein Rest der dem Karlstor vorgelagerten Barbakane freigelegt, außerdem ein Fluchtstollen in Richtung Bayerstraße. Ein kleiner Teil dieses Stollens ist heute im Brunnenhof in der Mitte des 1. Stachus-Untergeschoßes zu sehen.

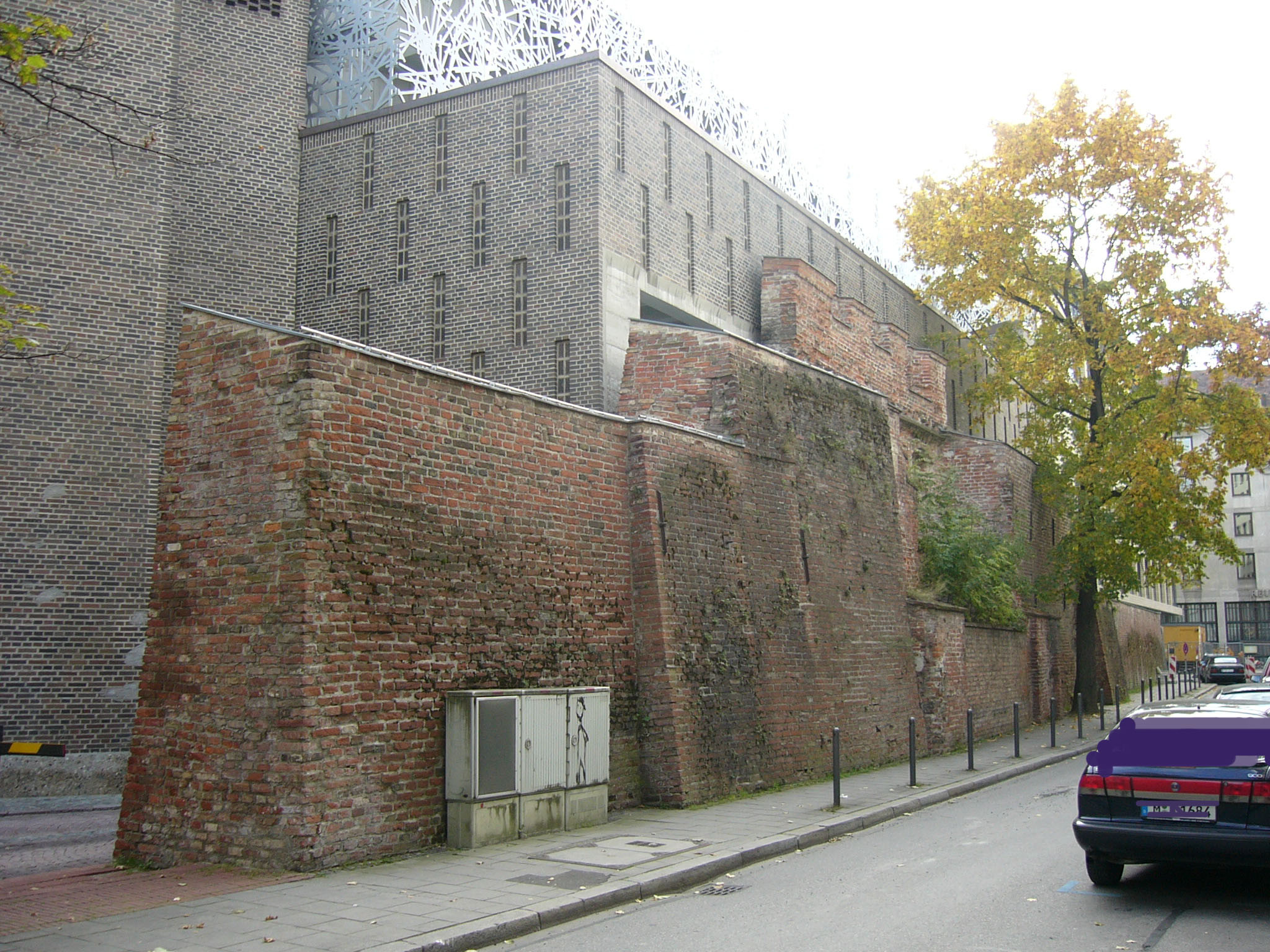
Reste der zweiten Stadtmauer und des Jungfernturms
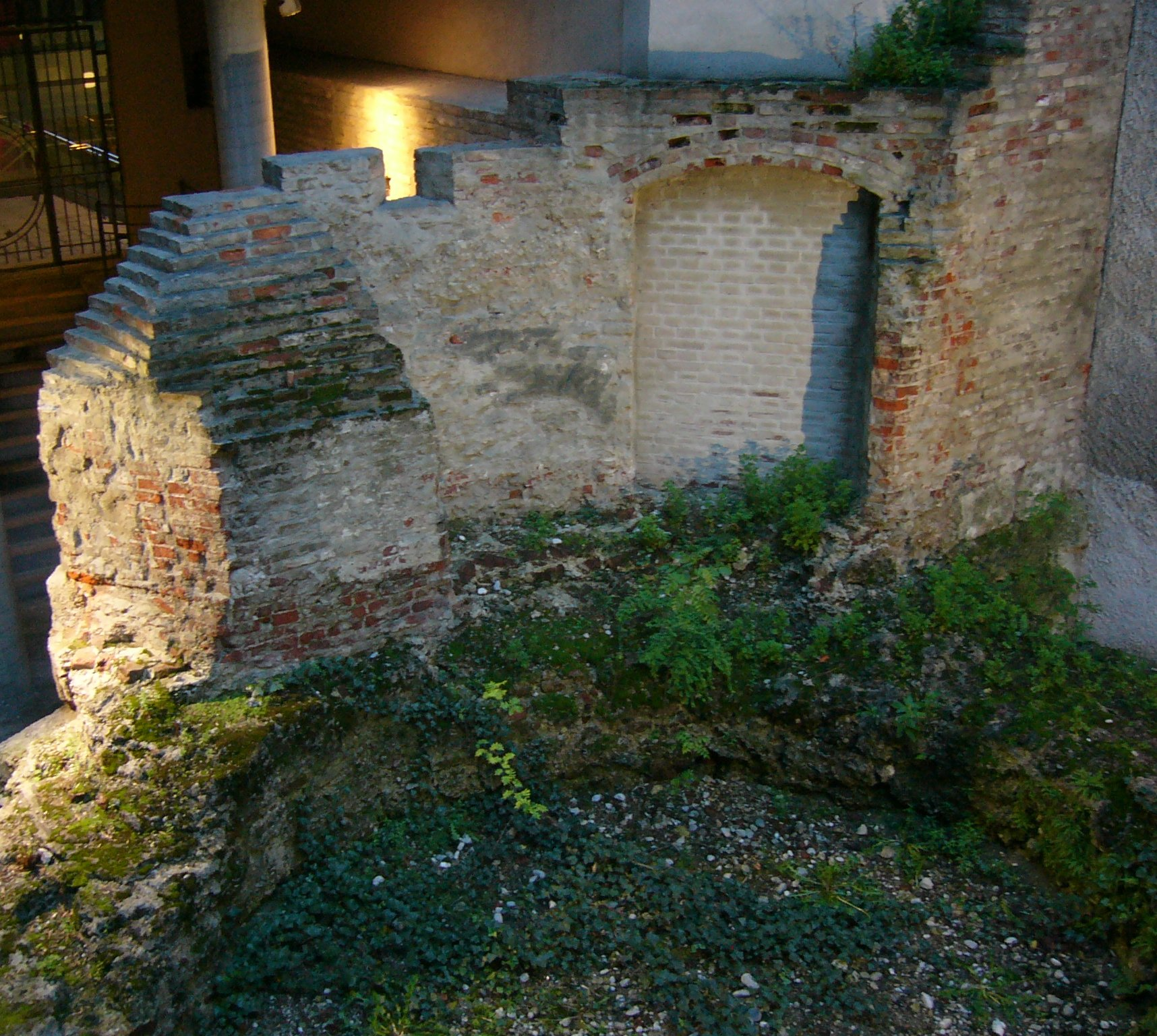
Mauerreste von Zwingermauer und Prinzessturm

### Gedenktafeln
An verschiedenen Stellen erinnern Gedenktafeln, Reliefs oder andere Erinnerungshilfen an die ehemalige Stadtbefestigung. Dabei sind jedoch vielfach historische Daten und Fakten (z. B. Bauzeit und Aussehen) nicht korrekt wiedergegeben.
| Ort                                      | Art                        | erinnert an                                                    |
| ---------------------------------------- | -------------------------- | -------------------------------------------------------------- |
| Am Einlass 1                             | Steintafel                 | Äußeres Einlasstor                                             |
| Kaufingerstraße 28, Geschäftshaus Hirmer | Straßenpflaster            | Grundriss des Kaufingertors                                    |
| Kaufingerstraße 28, Geschäftshaus Hirmer | Bronzeplakette             | Kaufingertor                                                   |
| Kaufingerstraße 28, Geschäftshaus Hirmer | Hausplastik                | Kaufingertor                                                   |
| Jungfernturmstraße                       | Steintafel                 | Jungfernturm                                                   |
| Lueg ins Land                            | Straßenpflaster            | Verlauf der zweiten Stadtmauer und Grundriss des Lueg ins Land |
| Marienstraße 21, Vindelikerhaus          | Wandmalerei und Steintafel | Lueg ins Land                                                  |
| Prälat-Zistl-Straße 4                    | Steintafel                 | Einlasstor                                                     |
| Rindermarkt 10, Ruffinihaus              | Wandmalerei                | Inneres Sendlinger Tor, auch Ruffiniturm genannt               |
| Thomas-Wimmer-Ring 1                     | Schautafel                 | Situation zwischen Isartor und Lueg ins Land                   |
| Westenriederstraße 20                    | Steintafel                 | Turm der Zwingermauer                                          |

### Straßennamen
Auch einige Straßen- und Platznamen, die von den Befestigungsanlagen abgeleitet sind, erinnern an die ehemalige Stadtbefestigung. Nach der ersten Befestigung sind Färbergaben und Hofgraben benannt, nach der zweiten die Jungfernturm-, Falkenturm-, Neuturmstraße, Am Kosttor, Lueg ins Land und die Zwingerstraße (allerdings lag die Straße nicht im Zwinger, sondern führte nur zu ihm), nach der Wallbefestigung die Wallstraße (die am und auf dem ehemaligen Wall angelegt wurde).
Bis heute tragen die Straßen innerhalb der ersten Befestigung andere Namen als ihre Fortsetzungen außerhalb. So geht z. B. die Weinstraße an der Stelle, an der der ehemalige Wilbrechtsturm (das hintere Schwabinger Tor) stand, in die Theatinerstraße über. Ebenso ist es bei Dienerstraße – Residenzstraße am Krümleinsturm (vorderes Schwabinger Tor), Marienplatz – Tal am Rathausturm (Talburgtor), Rosenstraße – Sendlinger Straße am Ruffiniturm (Inneres Sendlinger Tor) und Kaufingerstraße – Neuhauser Straße am Schönen Turm (Kaufingertor).

## Belege
1. ↑  Christian Behrer: Der Löwenturm mitten in München. In: Landeshauptstadt München, Bayerisches Landesamt für Denkmalpflege (Hrsg.): Der Löwenturm in München. Karl M. Lipp Verlag, München 2008, ISBN 978-3-87490-739-2, S. 15–25.
2. ↑  Stahleder, Chronik, Bd. 3, S. 407.
3. ↑  Stahleder, Chronik, Bd. 3, S. 440.
4. ↑  Martin Bernstein: Auferstanden aus der Grube. In: sueddeutsche.de. Süddeutsche Zeitung, 9. Februar 2011, abgerufen am 2. September 2020.